# Liseberg
För andra betydelser, se Liseberg (olika betydelser).

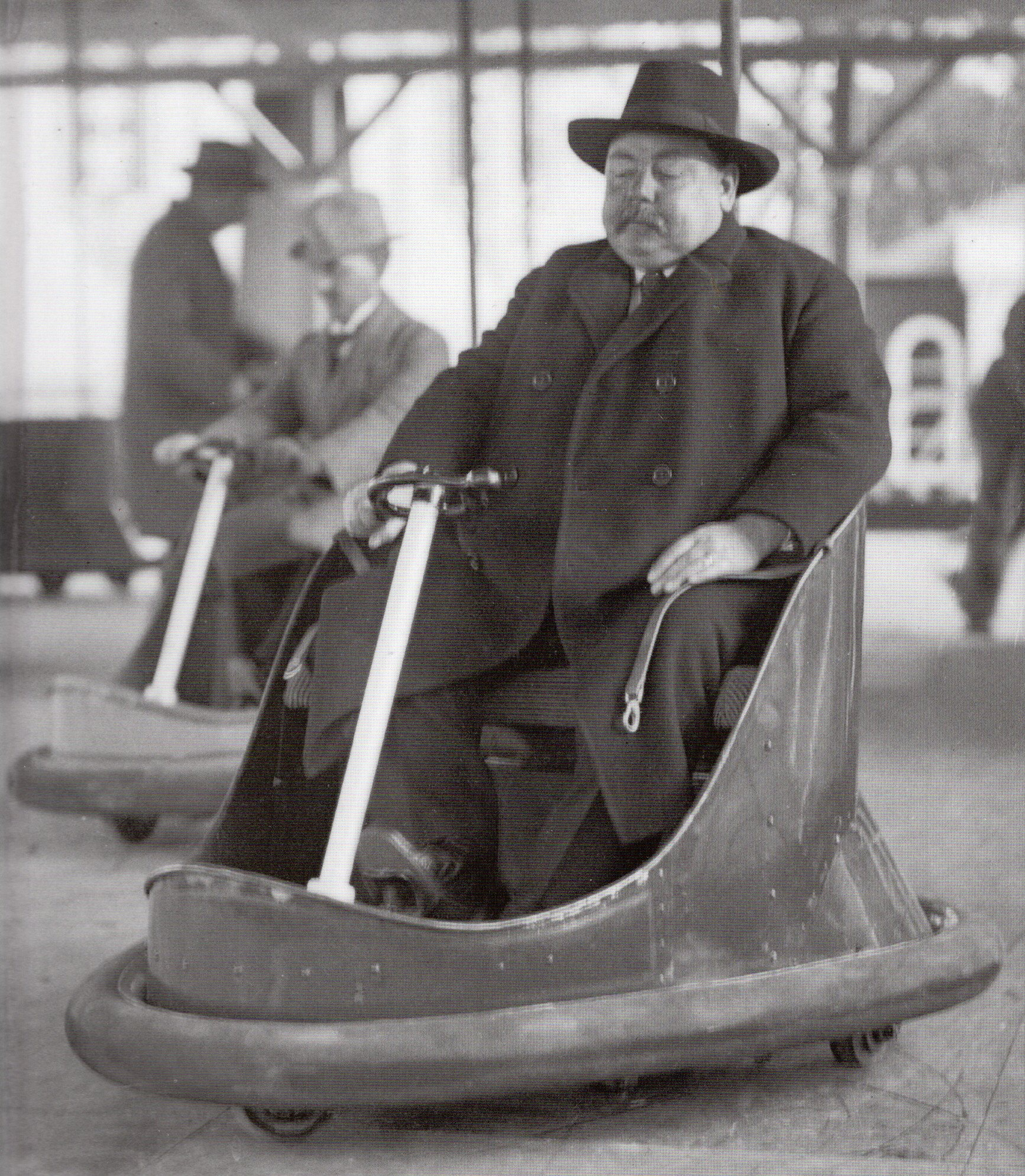
Grundaren Herman Lindholm kör radiobil.

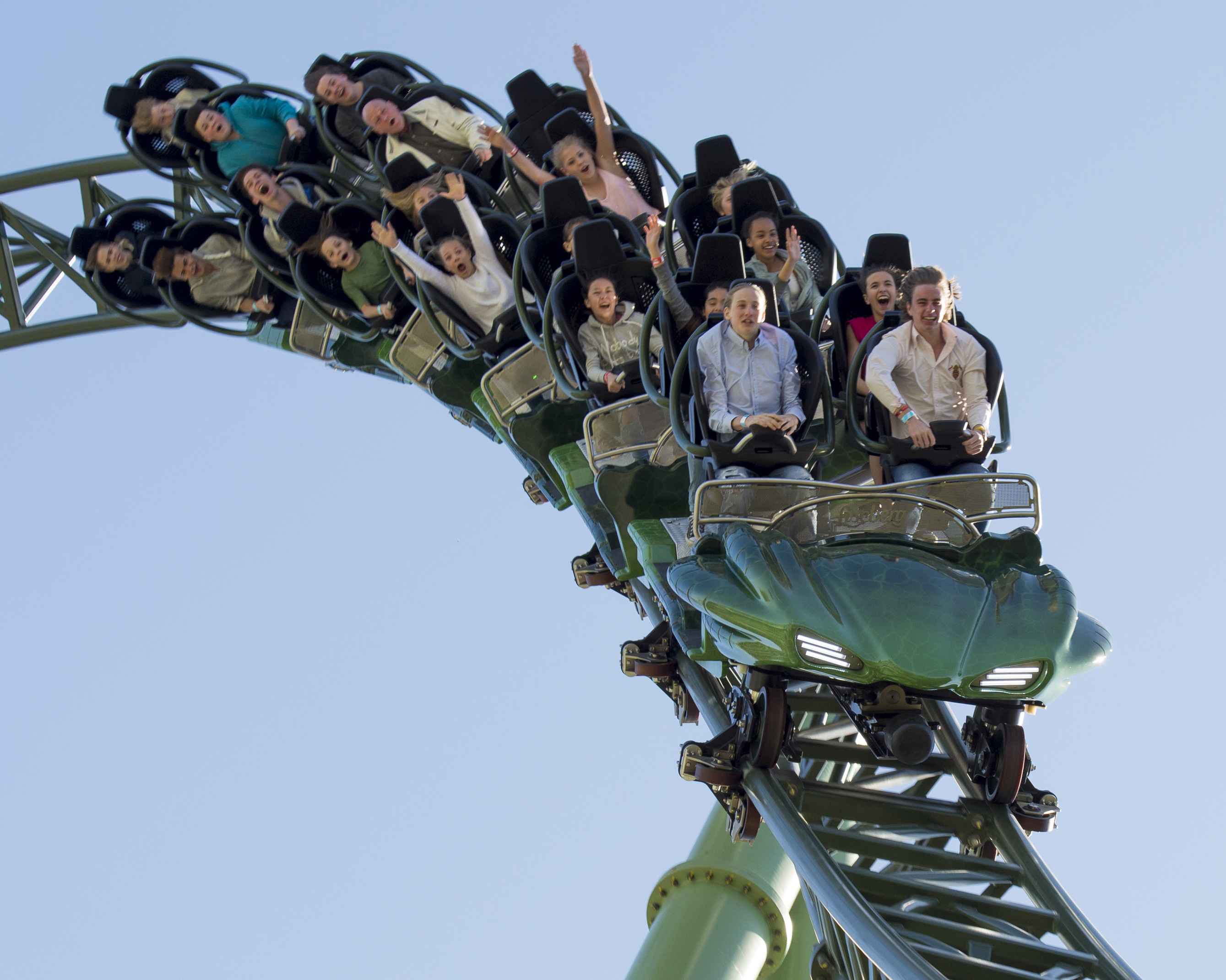
Helix

Liseberg är en nöjespark belägen i stadsdelen Heden i Göteborg. Nöjesparken med tillhörande evenemangsarenor och boendeanläggningar drivs som ett aktiebolag och är helägt av Göteborgs stad. Liseberg invigdes inför Jubileumsutställningen i Göteborg 8 maj 1923 och är öppet större delen av året, uppdelat på tre säsonger. Sommarsäsongen sträcker sig från slutet av april till slutet av september. Halloween på Liseberg pågår från början av oktober till och med höstlovet i början av november. Jul på Liseberg pågår från mitten av november fram till nyår. Liseberg är ett av Sveriges populäraste resmål med mellan två till tre miljoner besökare årligen.

## Historia

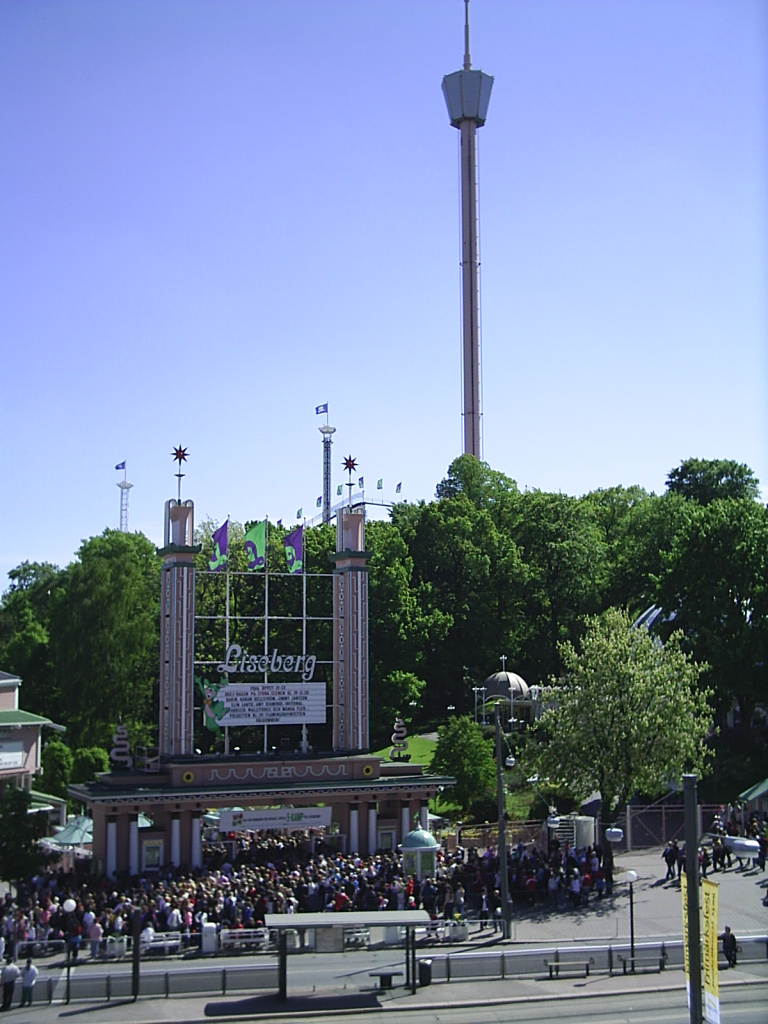
Lisebergs huvudentré med två torn byggdes 1939, men byggdes om från grunden 1980 på grund av sättningar. Mellan 1929 och 1938 var det bara ett torn. Före 1929 fanns enbart grindstugor.

Redan år 1740 anlade man en tobaksodling på platsen som då arrenderades av rådmannen Jacob Bratt. Området fick då namnet Brattska plantaget efter rådmannen. Kort därpå anlade man även en puder- och stärkelsefabrik på platsen. Området under denna tiden hette Geteberget efter den 38 meter höga bergsrygg som både har gett namn till ängen mellan berget och Södra vägen, som heter Getebergsäng. År 1752 tog köpmannen Johan Anders Lamberg över området. Kring 1753 döpte han om området från det dåvarande namnet Geteberget till Lisas berg efter sin hustru Elisabeth Söderberg som han kallade för Lisa. Det var så Liseberg fick sitt namn. 
Området med tillhörande byggnader köptes 1908 av Göteborgs stad för 225 000 kronor.
För ytterligare information om tiden före 1923, se Lisebergs landeri.

### 1920-talet: Jubileumsutställningen och Liseberg invigdes
År 1923 firade Göteborg sitt 300-årsjubileum med jubileumsutställningen. Till utställningen byggdes en nöjes- och kongresspark – Liseberg. Parken slog upp sina portar för första gången den 8 maj 1923 och bland åkattraktionerna fanns den 996 meter långa Gamla bergbanan. Ett säsongskort kostade då 20 kronor, vilket motsvarar 687 kronor kronor i oktober 2023.
Parken var ursprungligen tänkt som en tillfällig attraktion för jubileumsutställningen. Men då utställningen och därmed även Liseberg blev en sådan succé med över 80 000 besökare bara under en månad, beslöt man att driva parken vidare. Lisebergs ursprungliga yta var 150 568 kvadratmeter och nöjesparken kostade cirka 2,5 miljoner kronor att anlägga.
Den 24 november 1924 beslutade Göteborgs stadsfullmäktige att köpa Lisebergs nöjespark för 1 miljon kronor, en summa som likviderades med ett 30-årigt amorteringslån vilket staden gått i borgen för. År 1925 övertogs nöjesparken av det kommunala bolaget Liseberg AB. Parkens första chef (mellan 1923 och 1942), och en av dess initiativtagare, var den legendariske "snickaren från Skåne" Herman Lindholm (†1955). Lindholm hade redan 1903 startat Krokängsparken vid egendomen Sannegården på Hisingen. Den drevs av Göteborgs Arbetarekommun och blev Göteborgs första Folkpark samt en direkt föregångare till Liseberg.
Lisebergs första styrelse bestod av:
- Ordförande, kamrer Herman Lindholm
- Vice ordförande, konsul Erland Erlandsson
- Kassaförvaltare, direktör Osvald Arnulf-Olsson
- Sekreterare och ombudsman, advokat Henrik Almstrand
- Ledamot, arkitekt Arvid Bjerke
- Ledamot, redaktör Hakon Wigert-Lundström
- Ledamot, direktör Douglas Levisson
- Ledamot, direktör August Åkesson.[12]

Den sämsta dagen i Lisebergs historia besöksmässigt var den 22 september 1924 då parken hade 46 besökare. Året i sin helhet gick dock bättre, med 473 319 besökare.
År 1926 öppnade danslokalen Polketten som hade en halv miljon dansande redan första året. Polletterna kostade 10 öre.
Utställningsteatern – som invigdes den 8 maj 1923 efter ritningar av Arvid Bjerke – gjordes om till Cabarethallen och där bjöds bland annat på två veckors gästspel av Ernst Rolf. Cabarethallen revs 1966. På bergssluttningen byggdes en sagogrotta med vattenfall. En av de stora attraktionerna var Lustiga Huset, en annan Lilla Paviljongen med sångare och humorister.
En ny rosafärgad entrébyggnad med ett torn på taket, ritad av arkitekten Karl Severin Hansson, stod klar vid Örgrytevägen inför 1929 års säsong. Samma år blev även parkeringsplatsen på andra sidan Örgrytevägen klar. 1940 fick entrén sin utformning med två torn inspirerade av jubileumsutställningens båda minareter. Arkitekten Axel Jonsson stod bakom den nya utformningen. Dessförinnan fanns enbart grindstugor.
Då kollegan inom Arbetarekommunen, Thure Höglund, en dag frågade grundaren av Liseberg, Herman Lindholm, om varför denne valt färgen rosa på parkens byggnader, svarade han: "Därför att den bästa efterrätt jag vet är lingon och mjölk". Lindholm hade dock inget med detta att göra, utan Lisebergs färgsättning var en del av Jubileumsutställningen och hade bestämts av arkitekterna Bjerke och Sigfrid Ericson.

### 1930-talet: Lisebergsbadet
År 1931 höll Jussi Björling sin första konsert på Liseberg. Samma år öppnade Spegelhallen. Ett nytt Lustiga Huset kom till, samt Lilla Varietén, Humoristernas Salong och motorbåtsbanan. År 1933 kom den franska sångerskan Mistinguett med 50 personer, 6 ton bagage och över 700 kostymer för att göra ett uppträdande. 1934 brann Karusellrestaurangen ned, och fyra år senare, 1938, brann även det gamla Lisebergstornet (byggt 1927) ned.
Klockan 19 den 13 augusti 1936 invigdes Lisebergsbadet, skapat av ingenjören K I Schönander. Invigningen inleddes genom spel av Lisebergsorkestern, tal av generalkonsul Erland Erlandsson samt sim- och hoppuppvisningar, kappsimning, strömhopp och figursimning. Slutligen uppförde "Balett Lily v. Wieden" dansen Älvalek. Mellan dansnumren visade ett tiotal mannekänger från Ferd. Lundquist & Co olika baddräktsmodeller. Det funkisinspirerade bygget ansågs vara modernast i Europa. Bassängen var 15 meter bred, 32 meter lång och 5 meter djup vid den östra kortsidan och hade finesser som undervattensbelysning och konstgjorda vågor. Anläggningen kunde ta emot 800 personer, och entré med hytt kostade 50 öre. Först att inviga bassängen var den svenske olympiske hoppmästaren från 1920, Arvid Wallman. Bassängen tömdes för gott 1956 och anläggningen revs 1962 inför det då kommande 40-årsjubileet 1963.
Redan 1936 översteg besökssiffran till Liseberg en miljon, då 1 059 717 besökare registrerades.
Den rosa entrébyggnaden mot Örgrytevägen byggdes 1938 om till det senare utseendet. Byggnaden fick då två torn på taket, mot att tidigare bara haft ett. 1980 renoverades byggnaden från grunden.

### 1940-talet: Rondo och Hotell Liseberg Heden
Rotundan, ursprungligen Dansrotundan, (Rota i folkmun) var en av Europas största danssalonger då den invigdes 10 januari 1940. Arkitekt var Axel Jonson, och bygget pågick i ett år till en kostnad av cirka 500 000 kronor. Dansgolvet rymde 1 200 personer. På andra våningen inreddes en bar med namnet Uggleklubben, vilken betraktades som ett nästan mytiskt tillhåll under 1950-talet. 1956 restaurerades anläggningen och bytte namn till Rondo. Arkitekten Gunnar Aspe låg bakom och arbetet kostade en miljon kronor.
Veckans revy startade 1942 i lokalen Gycklarhallen. Intill huvudentrén invigdes 1944 den kupolformade byggnaden Planetariet som fyra år senare såldes till USA och byggdes om till Lisebergsteatern. År 1943 sjöng Lasse Dahlquist för första gången på Liseberg, i Cabarethallen. 1945 kom världens genom tiderna mest berömde clown, Charlie Rivel på besök, och 1946 gästade den franska sångaren Maurice Chevalier Lisebergs konserthall. Tyrolerhallen renoverades 1949 och bytte namn till Ekebacken.
1947 påbörjade Liseberg AB hotellverksamhet då bolaget fick ansvaret för driften av Hotell Liseberg Heden som ligger vid Hedens sydöstra hörn.
Entrén till nöjesparken var dagtid 25 öre, vardagskvällar 50 öre och lördags- och söndagskvällar 75 öre.

### 1950-talet: Sveriges första TV-sändningar
I maj 1950 gjordes de första TV-sändningarna i Sverige från Konserthallen på Liseberg. Det var det engelska bolaget Pye Ltd i Cambridge som tillsammans med Chalmers tekniska högskola testade sändningar mellan Konserthallen och Chalmers. För en krona fick man inträde till försöken. Bland annat stod den unge boxaren Ingemar Johansson för ett av inslagen, vilket refererades av Lennart Hyland. Fler än 200 sändningar gjordes under månaden, och allmänheten kunde följa sändningarna från 30 monitorer uppställda på Rotundan. Under perioden 5 maj - 6 juni 1950 gavs 177 föreställningar på Konserthallen och Rotundan. Till studio- och sändningslokal iordningställdes Konserthallen och för mottagning, demonstration och visning användes Rotundan. Regissör Per-Martin Hamberg från Radiotjänst tjänstgjorde som produktions- och programledare. Bland övriga medverkande kan nämnas: Lasse Dahlqvist, Åke Falck, Anders Börje, Bertil Boo, Brita Borg, Sigge Fürst, Douglas Håge, Povel Ramel, Gösta Knutsson, Ulf Peder Olrog, Kai Gullmar, Ulla Sallert och Jan Lindblad.
År 1951 presenterades världens största modelljärnväg i parken. En populär sommarserie 1954 var Ungdomens Jazzkvällar. Sten-Åke Cederhök gjorde debut på Veckans Revy 1958 och från Cabarethallen sändes det mycket populära TV-programmet Kvitt eller Dubbelt samma år.
Omsättningen 1954 var 6 508 000 kronor och antalet besökare var 1 733 192. Cabarethallen – med plats för 1 100 personer – gav detta år 266 föreställningar som besöktes av sammanlagt 275 531 personer. Rotundan tog emot 119 577 dansande, och 1954 hölls här invigningsbanketten för det nybildade Göteborgs universitet.
Redan från start var ett av målen med Liseberg att det skulle vara en möjlighet för göteborgarna att få rekreation och njuta av vacker natur, och 1959 öppnade prinsessan Birgitta en blomsterutställning. Under invigningsceremonin ströddes 15 000 rosor över parken med helikopter.

### 1960-talet: Lisebergshäftet introducerades
Under en frimärksutställning 1961 lät man 100 000 frimärken regna ner från en helikopter över Liseberg. I samband med detta gavs frimärket "Gothia 61 Liseberg Göteborg 14-23 juli 1961" ut och efterfrågan på detta blev rekordartad.
1966 byggdes den klassiska berg- och dalbanan Super 8 (riven 1979) och året därpå introducerades Lisebergshäftet och det nya Pariserhjulet invigdes. 1969 gjordes den dittills största satsningen då det södra området byggdes om för sex miljoner kronor.
År 1961 var intäkterna 6 400 000 kronor – jämfört med 550 000 kronor år 1939. Inträdet var 1 krona för vuxna och 50 öre för barn. Sett till penningvärdets utveckling var detta billigare än före kriget.
Lagom till 40-årsjubileet 1963 kunde Liseberg konstatera att man hade världens lägsta entréavgifter bland de större nöjesfälten: 1 krona för vuxna och 50 öre för barn.

### 1970-talet: Firar 50 år, Flume ride och Hedersplatsen
Den 19-27 augusti 1973 firade Liseberg 50 år. Artister och andra som medverkade på olika scener var bland andra: Frank Zappa, Egon Kjerrman, Sven-Olof Sandberg, Rolf Björling, Siv Ericks, Gösta Bernhard, The Sweet, Family Four, Lennart Hyland, Lill-Babs, Stig Järrel, Bernt Dahlbäck, Lasse Dahlqvist, Ingemar Johansson, Floyd Patterson, Rockfolket, Sonja Stjernquist, Per Grundén, Zarah Leander, Arne Hülphers, Ian Campbell Folk Group, Malta, Sven-Bertil Taube, Thore Skogman och Nicolai Gedda.
Jubileumskavalkaden "Det var på Liseberg..." av Gunde Johansson och Allan Schulman berättade om de gångna 50 åren. I redaktionen fanns också Uno Myggan Eriksson och Sven Schånberg. Kavalkaden var uppdelad i sex avsnitt, där varje avsnitt skildrade ett decennium. Genom hela kavalkaden löpte en romantisk berättelse om Anna och Edvard, ett ungt par som träffades på Liseberg under utställningssommaren 1923. Hon var från Hisingen, "fräsch och söt i blommig hatt," och han var "en bastant bit från Kallebäck" som jobbade på ett varv.
Vattenbanan Flume ride invigdes 1973 och har sedan dess blivit en av Lisebergs populäraste åkattraktioner. Redan första säsongen åkte 732 000 personer med attraktionen. Under decenniet eldhärjades Wärdshuset svårt och Konserthallen brann ner till grunden. År 1975 gjorde Liseberg en generalplan fram till år 2000.
År 1977 påbörjades arbetet med Hedersplatsen, en samling av många av världens största kändisars handavtryck. Då var det 50 avtryck. Hedersplatsen togs bort 2012 när gjorde en stor satsning inför sitt 90-årsjubileum. Både handavtrycken och fontänen fick ge plats för attraktionen Farfars Bil.
År 1979 hade Liseberg 1,8 miljoner besökare.

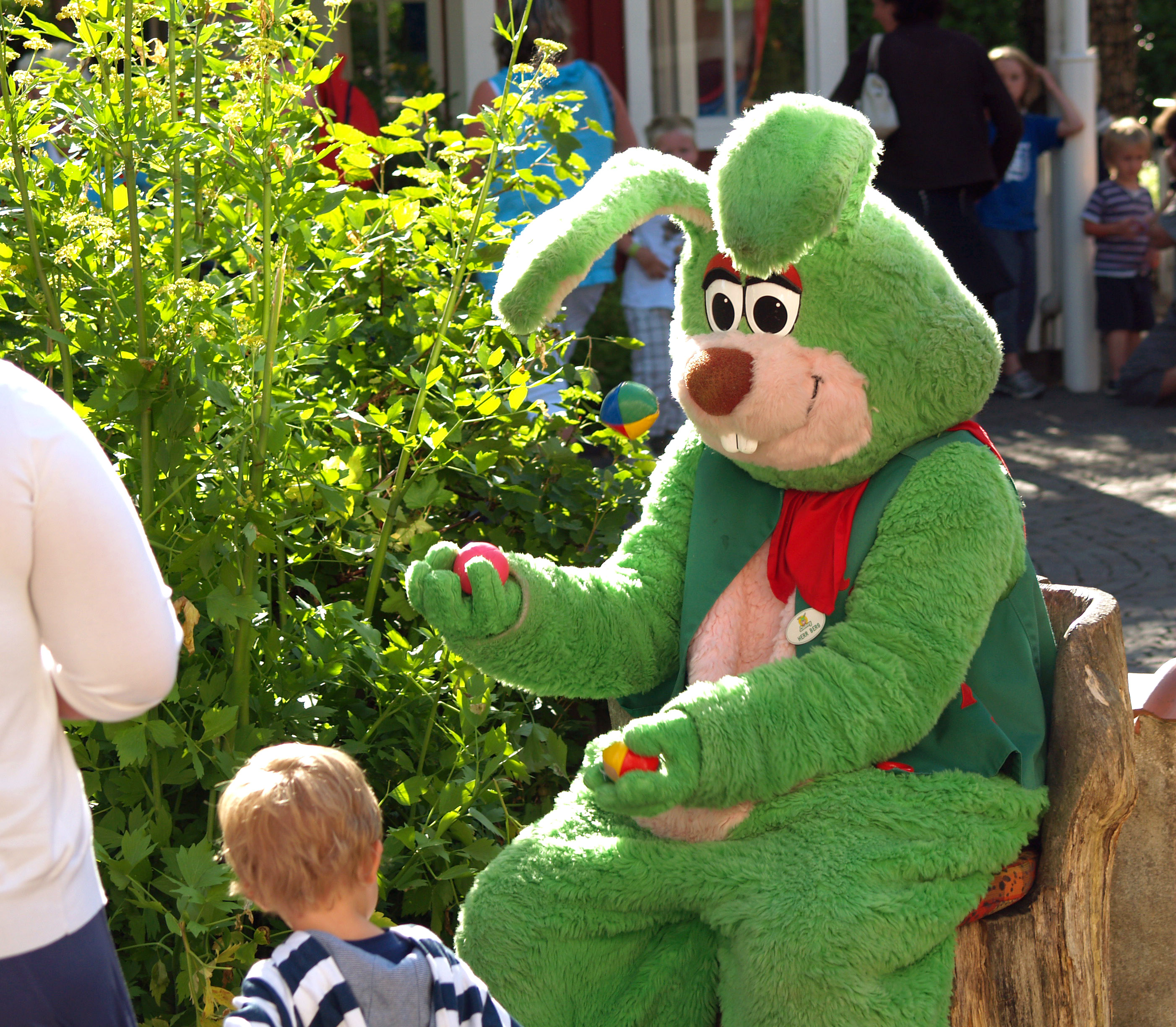
En Lisebergskanin jonglerar inför barnen och deras föräldrar

### 1980-talet: Lisebergskaninen blir symbol
Under de följande åren byggdes det både om och till. Mark köptes och en hel massa åkattraktioner togs i bruk, däribland Rainbow, Lisebergsloopen och Lisebergbanan. I samband med 60-årsjubileet 1983 blev den grön-rosa kaninen, Lisebergskaninen, symbol för Liseberg.
År 1987 revs den gamla Bergbanan från 1923, men ersattes samma år av Lisebergbanan som hade specialdesignats av Anton Schwarzkopf för berget inne på Liseberg.
Huvudentrébyggnaden i norr byggdes om från grunden på grund av sättningar. De båda entrétornen fick samtidigt nya tornprydnader på 26 meters höjd. Restaureringen stod klar lagom till invigningen den 19 april 1980.

### 1990-talet: Ekonomiskt uppsving och stora utbyggnader
Lisebergs dittills mest påkostade satsning gjordes inför 1990 års säsong, då Spaceport Liseberg med åkattraktionerna Simulatour och Lisebergstornet öppnade. Anläggningen kostade 110 miljoner kronor.
År 1991 bildades Lisebergs Gäst AB, som ansvarar för Lisebergs campingplatser vid Askimsviken, Delsjön och Kärralund samt gästhamnen Lisebergs gästhamn vid Lilla bommen.
1990-talet innebar ett ekonomiskt uppsving för Liseberg och parken byggdes ut med 35 000 kvadratmeter. Detaljplan för utbyggnaden antogs den 7 december 1995.
År 1997 invigdes fem nya attraktioner, däribland berg- och dalbanan Hangover och forsfärden Kållerado. Samma år uppträdde dragshowgruppen After Dark med sitt jubileumsnummer på Rondo, som hade byggts om till showkrog. De återvände dit 2005 och 2006.
År 1998 invigdes upplevelseattraktionen Spökhotellet Gasten, som på hösten 1999 tilldelades en THEA Award från Themed Entertainment Association i Kalifornien.
1998 års julkalender När karusellerna sover, skriven av Hasse Alfredson, spelades in på Liseberg om vintern. Samma år, den 8 maj, firade Liseberg sin 75-årsdag med att alla 75-åringar i Göteborg fick gratis årskort.

### 2000-talet: Balder och Lotta på Liseberg

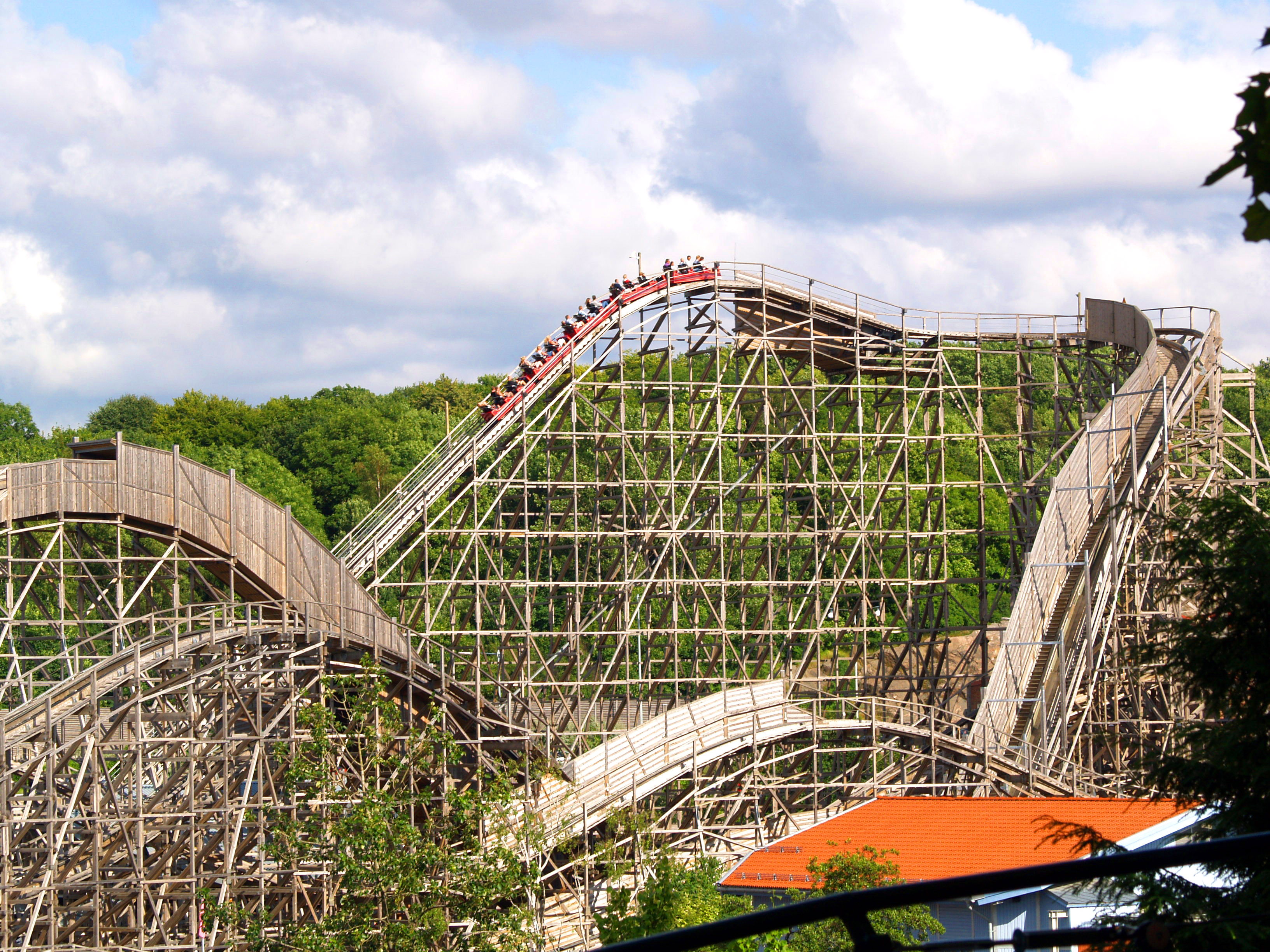
Balder, Nordens största berg-och-dalbana i trä, invigdes 2003.

Julen 2000 hade Jul på Liseberg premiär och besöktes första året av 418 000 gäster. Den tänkta engångsföreteelsen blev en sådan succé att den återkommit varje jul sedan dess och den är nu Sveriges största årliga julmarknad.
Simulatour byggdes 2001 om till 3D-biografen Maxxima.
2003 firade parken sitt 80-årsjubileum. Samtidigt slog man nytt publikrekord med 3,4 miljoner besökare totalt under sommar- och julsäsongen.
Två stora berg- och dalbanor invigdes under detta årtionde. 2003 öppnade berg- och dalbanan Balder och 2005 öppnade Kanonen.
Mitt på berget invigdes 2007 den stora gungattraktionen Uppswinget som första året besöktes av en halv miljon människor. 2007 innebar även ett uppsving för nöjesparken då besökarantalet ökade med fem procent och omsättningen med åtta procent. Dessutom passerade den 150-miljonte besökaren genom tiderna entrén.
Museet Evert Taubes Värld, beläget intill spegeldammen, öppnades 2008. I museet kunde besökarna uppleva Evert Taubes liv både till ytan och in på djupet. Huset innehåller även en ny musikscen och en restaurang.
Den 28 juni 2008 öppnade Göteborgs Lustgårdar på ett oexploaterat grönområde på drygt 20 000 kvadratmeter mellan Lisebergstornet och Korsvägen..
Den klassiska barn-berg- och dalbanan Cirkusexpressen revs 2009 och ersattes med den något större berg- och dalbanan Rabalder. Och åkattraktionen Tornado ersattes samma år av den snarlika Hanghai. Restaurangen Wärdshuset renoverades och fick en ny festvåning och nytt kök.
Lotta på Liseberg med Lotta Engberg som hade ägt rum ett antal somrar på Stora scenen, sändes för första gången på TV i TV4 2009.

### 2010-talet: Flera nya berg- och dalbanor

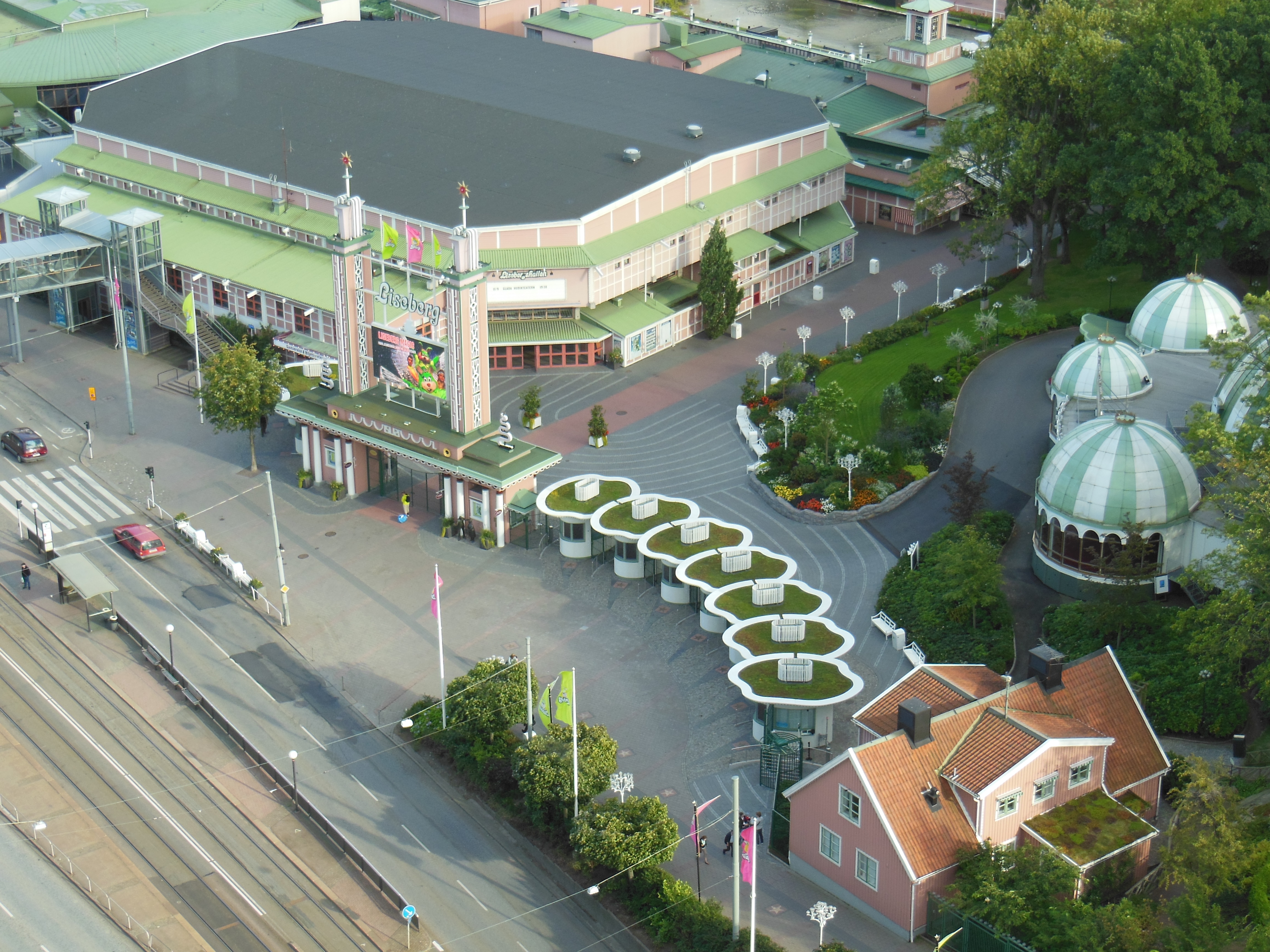
De nya entrékassorna som byggdes inför 2012 års säsong.

2010 lanserades Quick Pass – senare omdöpt till Expresspass – som innebär att åkaren kan förboka en tid på en åkattraktion för att slippa stå i kö. Expresspass finns tillgänglig till några av de mest populära åkattraktionerna i parken. Åkaren kan boka expresspass till max tre åkattraktioner per dag.
Den gamla Ponnykarusellen skrotades 2010 och ersattes av en ny variant med samma namn, och klassikerkarusellen Flygande elefanter återkom. I Maxxima ersattes 3D-filmen Panda Vision, som var en kortversion av "SOS-Planet", från nWave, med den nya filmen Sammys äventyr. TV4 fortsatte att sända ytterligare en sommar med Lotta på Liseberg.
Den 30 maj 2010 gjordes den sista publika färden i Lisebergstornet. Dagen därpå påbörjade man arbetet med att bygga om tornet till Atmosfear som sedan premiären i maj 2011 är Europas högsta fritt fall.
I augusti 2011 släpptes Lisebergs första app för smartphones. I appen kan användarna se en karta som visar attraktioner och restauranger på Liseberg, se vilka Facebook-vänner som är i parken, samt se dagens program, öppettider, kötider med mera.
Inför säsongen 2012 byggdes nya entrékassor vid huvudentrén. Dessutom byttes Barnbåtarna ut mot Skepp o' skoj, som invigdes först 27 juni.
År 2013 firade Liseberg 90-årsjubileum och invigde det nya barnområdet Kaninlandet med en stor lekplats, nya restauranger och sju nya åkattraktioner. Jul på Liseberg hade för första gången öppet i mellandagarna.
År 2014 invigde Liseberg sin dyraste åkattraktionssatsning någonsin, den nya berg- och dalbanan Helix.
År 2015, 1 januari, konsoliderades Lisebergs olika bolag till ett och samma: Liseberg AB. Samma år invigdes Mechanica, en attraktion där de åkande sitter fastspända i säten som roterar 360 grader runt tre olika axlar.
År 2016 hade området Lisebergs trädgårdar premiär. I området ligger de nya attraktionerna AeroSpin och Blomsterkarusellen, samt lekplatsen Barnens paradis.
I april 2017 invigdes den interaktiva utställningen Klubbland om musikartisten Håkan Hellström. Utställningen visas tills vidare och är inrymd i de lokaler som åren 2008-2016 hyste utställningen Evert Taubes värld.
2018 invigs den nya berg- och dalbanan Valkyria vars bana framförallt går inom det område där Kanonen och Sagoslottet tidigare stod. Berg- och dalbanan inleds med en 50 meter lång, brant backe som går ner i en tunnel under marken.
Under 2019 revs idrotts- och evenemangshallen Lisebergshallen i samband med bygget av Västlänken.

### 2020-talet: Pandemi, nystart och 100-årsjubileum
År 2020 var nöjesparken stängd hela säsongen på grund av coronaviruspandemin. Det var första gången sedan grundandet 1923 som parken var stängd en hel säsong. Även halloween- och julfirandena ställdes in det året. TV-programmet Lotta på Liseberg sändes dock som vanligt, men utan publik. I juni 2021 kunde besökarna återvända till Liseberg och uppleva såväl åkattraktionerna som allsångskvällarna, även om pandemirestriktionerna begränsade antalet besökare.
När nöjesparken slog upp portarna för säsongen i april 2022 hade restriktionerna upphävts, och parken kunde återigen öppna med full kapacitet.
År 2023 fyllde nöjesparken 100 år.

## Jubileumsprojektet
Inför Göteborgs 400-årsjubileum 2021 planerades en större utbyggnad söder om nuvarande Liseberg. I Jubileumsprojektet kom ett "tematiserat upplevelseboende" med 453 bäddar och ett åretrunt-öppet äventyrsbad att ingå. Den 24 februari 2017 fattade Göteborgs kommunfullmäktige beslut om att genomföra planerna. Liseberg Grand Curiosa Hotel öppnade den 22 april 2023 samtidigt som nöjesparken öppnade för säsongen. Vattenvärlden Oceana planerades att öppna år 2024. Den 12 februari 2024 bröt dock en stor brand ut i en av rutschkanorna, som sedan spred sig in i huvudbyggnaden, vilket har lett projektet till en osäker framtid. 22 personer skadades och en dog i branden. Den 17 februari meddelade Lisebergs styrelse att man planerar att återuppbygga vattenvärlden.

## Området
Liseberg rymmer flera scener, en dansbana, restauranger, två spelhallar och fler än 30 åkattraktioner. Liseberg är även en grön park och har i flera tävlingar vunnit trädgårds- och parkutmärkelser. Det finns gott om sittplatser i parken och flera trappor, gångbanor och rulltrappor som går upp till bergets topp.

### Balders Hage-området
Den 27 september 1952 fick Liseberg klart med byggnadstillstånd för att utöka parken med Balders Hage-området, vilket man arrenderat sedan fem år tillbaka. Främst behövde man dränera den gamla fotbollsplanen, som en gång inringats av löparbanor samt bygga en bro bakom berg- och dalbanan över Mölndalsån. Lisebergs chef Einar Ekström beskrev det som att "det var Lisebergs födelsedag och parken fått en riktigt vacker present. Det är en stor dag i Lisebergs historia."

### Andra förändringar
Liseberg bygger om och bygger nytt med jämna mellanrum inne i parken. Parken har även drabbats av bränder som lett till förändringar. År 1973 eldhärjades den gamla Konserthallen (9 oktober) och det gamla Wärdshuset (17 juli). De senaste expansionerna i parken har ägt rum på andra sidan Mölndalsån vid Kållerado och Balder. Men det har även funnits planer på att expandera söderut på den parkeringsplats som fanns där.
Det finns två in- och utgångar i anslutning till parken: huvudentrén mittemot Svenska mässan vid Örgrytevägen, samt den södra entrén intill Getebergsled vid Södra Vägen.

### Stjärnstigen

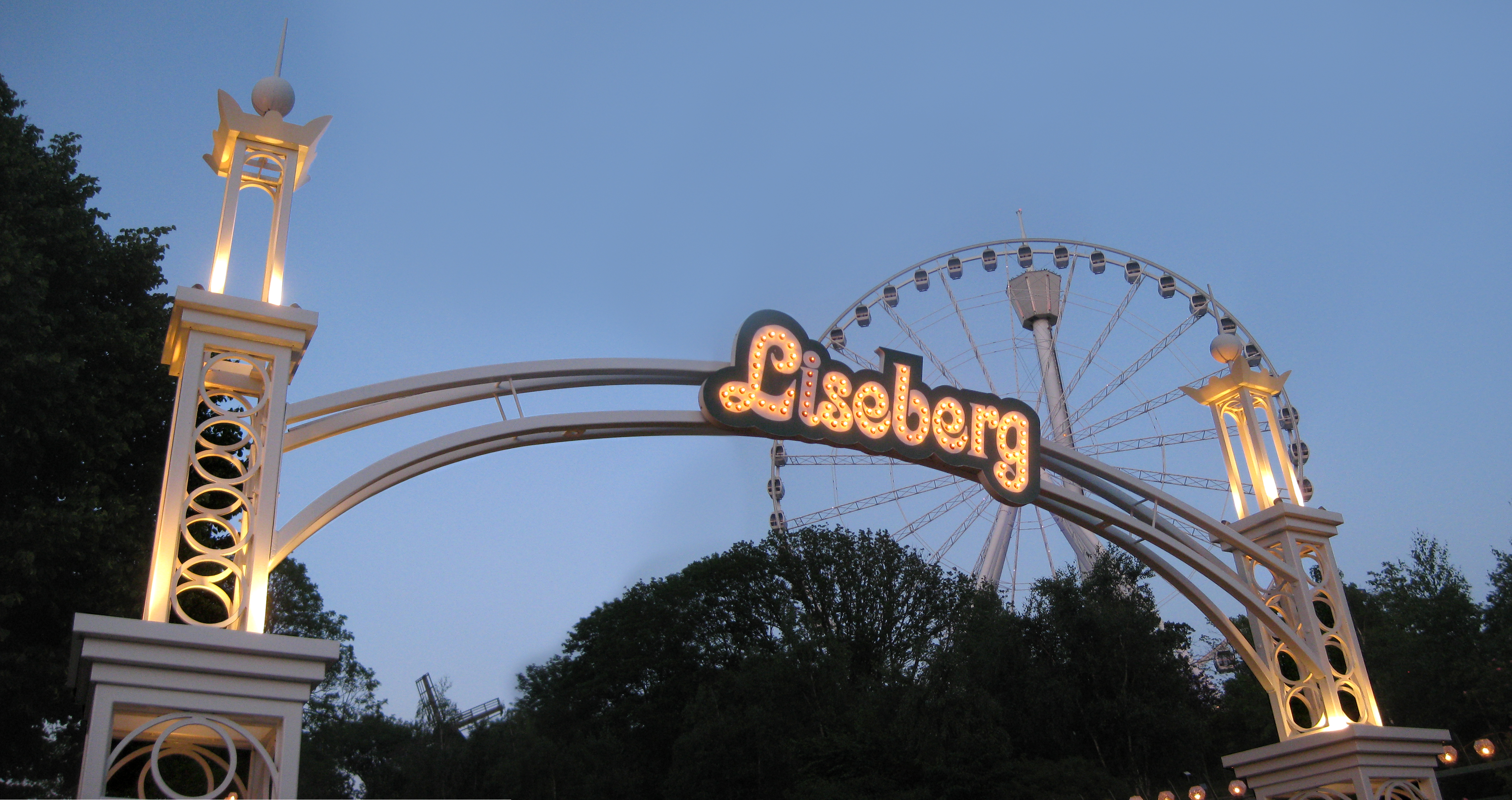
Portalen som inleder Stjärnstigen. I bakgrunden syns Lisebergshjulet och Atmosfear.

Promenadstråket mellan Korsvägen och huvudentrén kallas Stjärnstigen och den startar med en portal märkt "Liseberg" närmast Korsvägen. Stjärnstigen har på väg mot den norra huvudentrén ett antal ingjutna mässingsstjärnor, en Lisebergs/Göteborgs egen Walk of Fame som påminner om föregångaren Hollywood Walk of Fame. Stjärnorna har i regel avtäckts av de kändisar till vilka de är tillägnade.

## Åkattraktioner

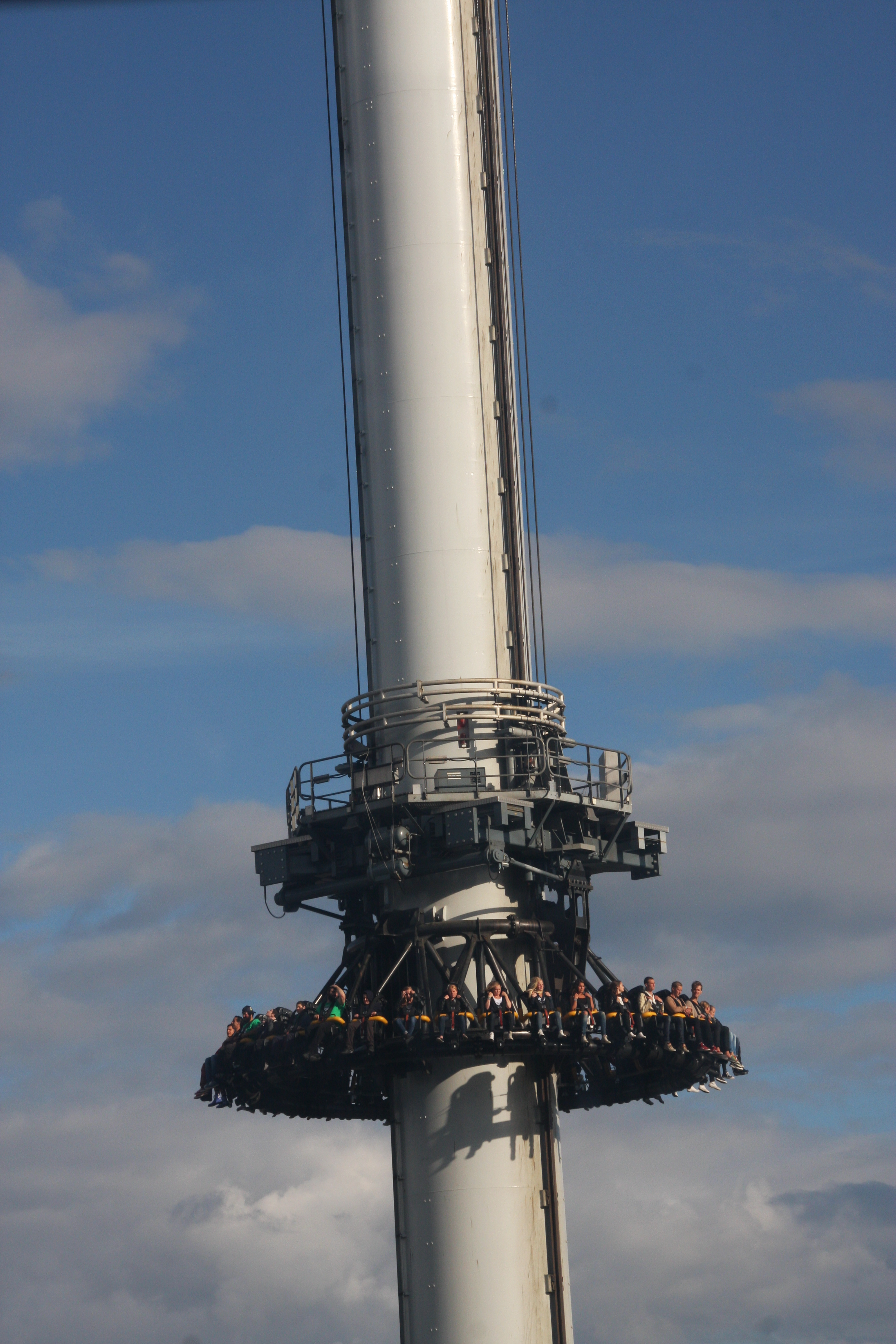
Atmosfear.

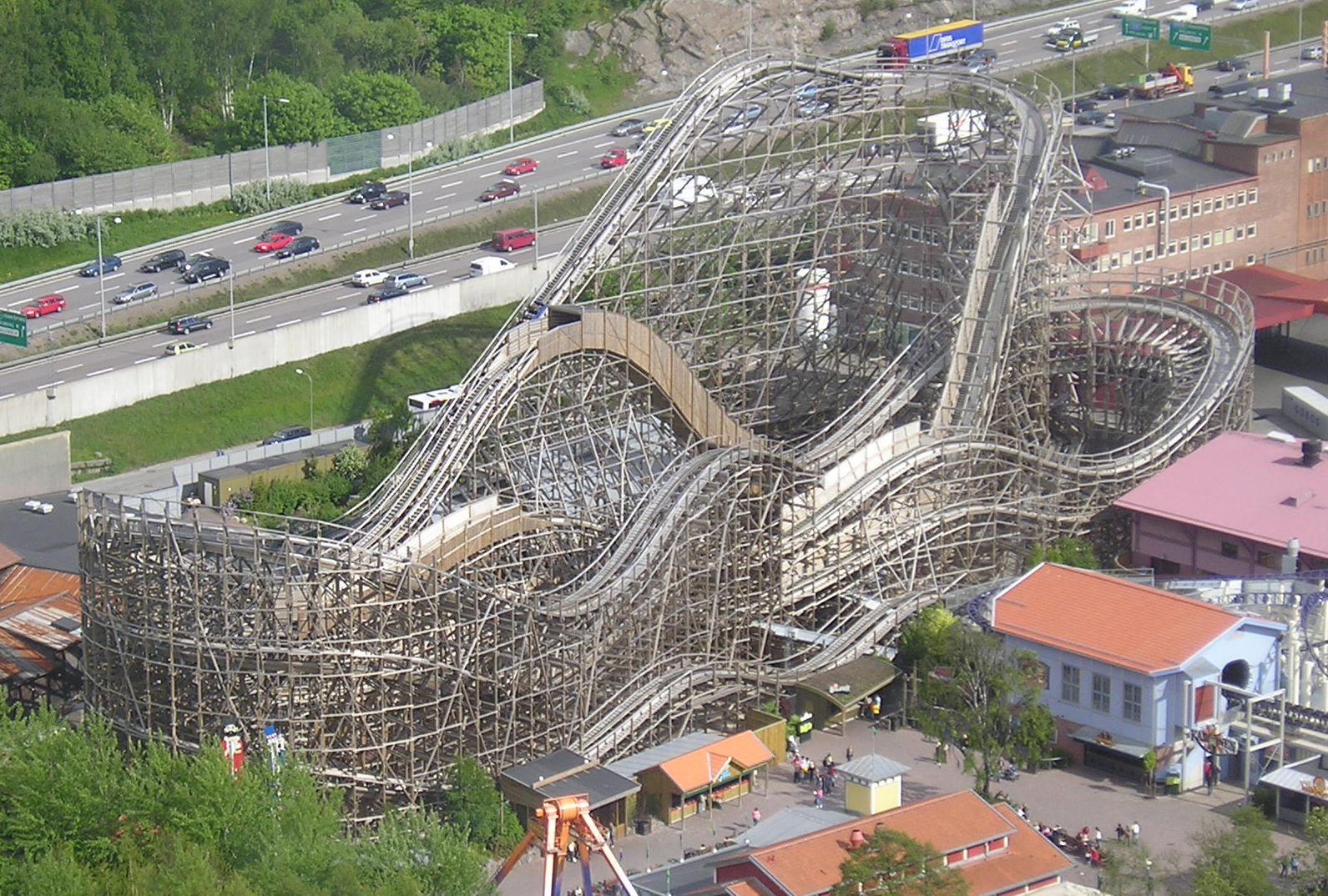
Balder.

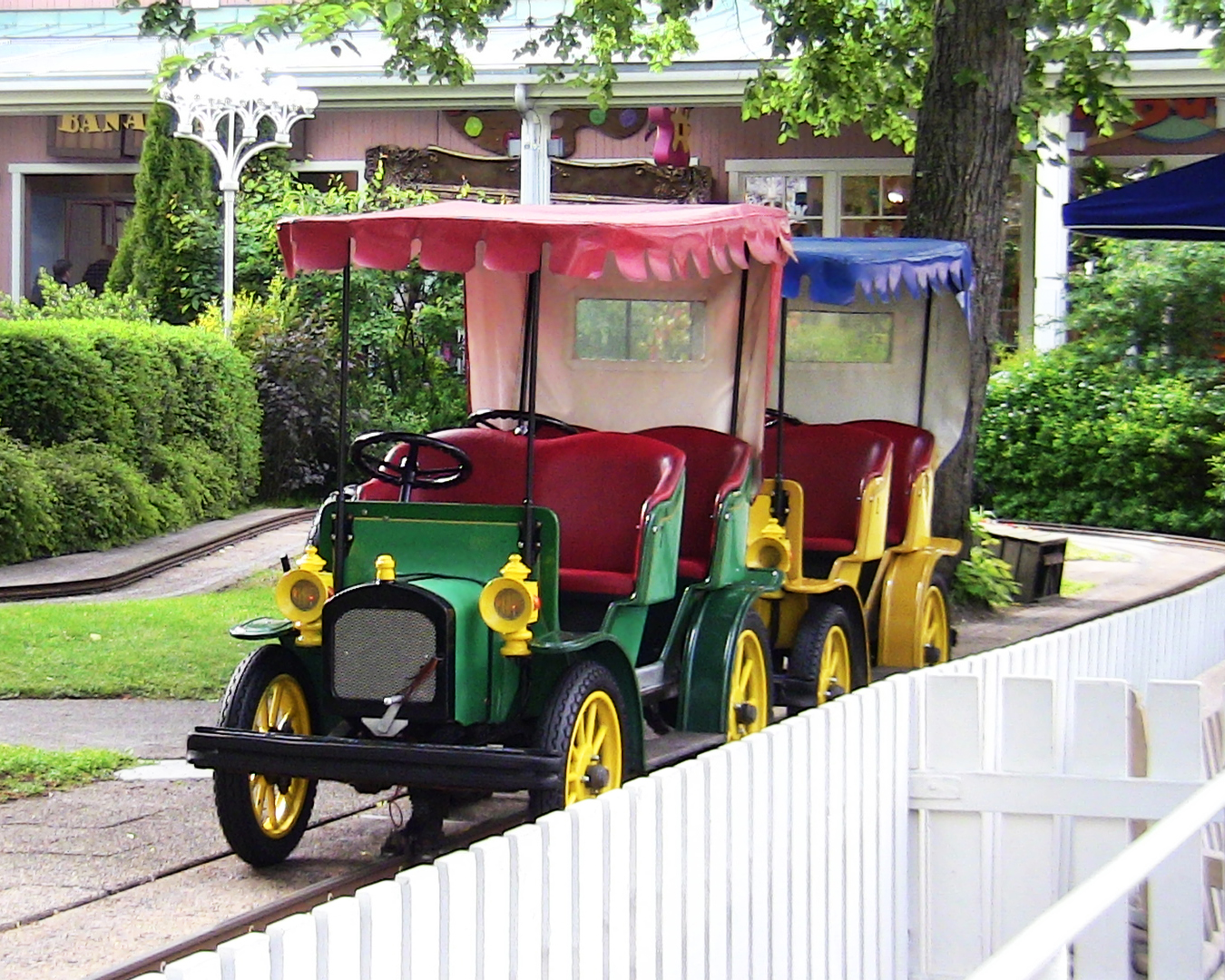
Farfars bil 2012.

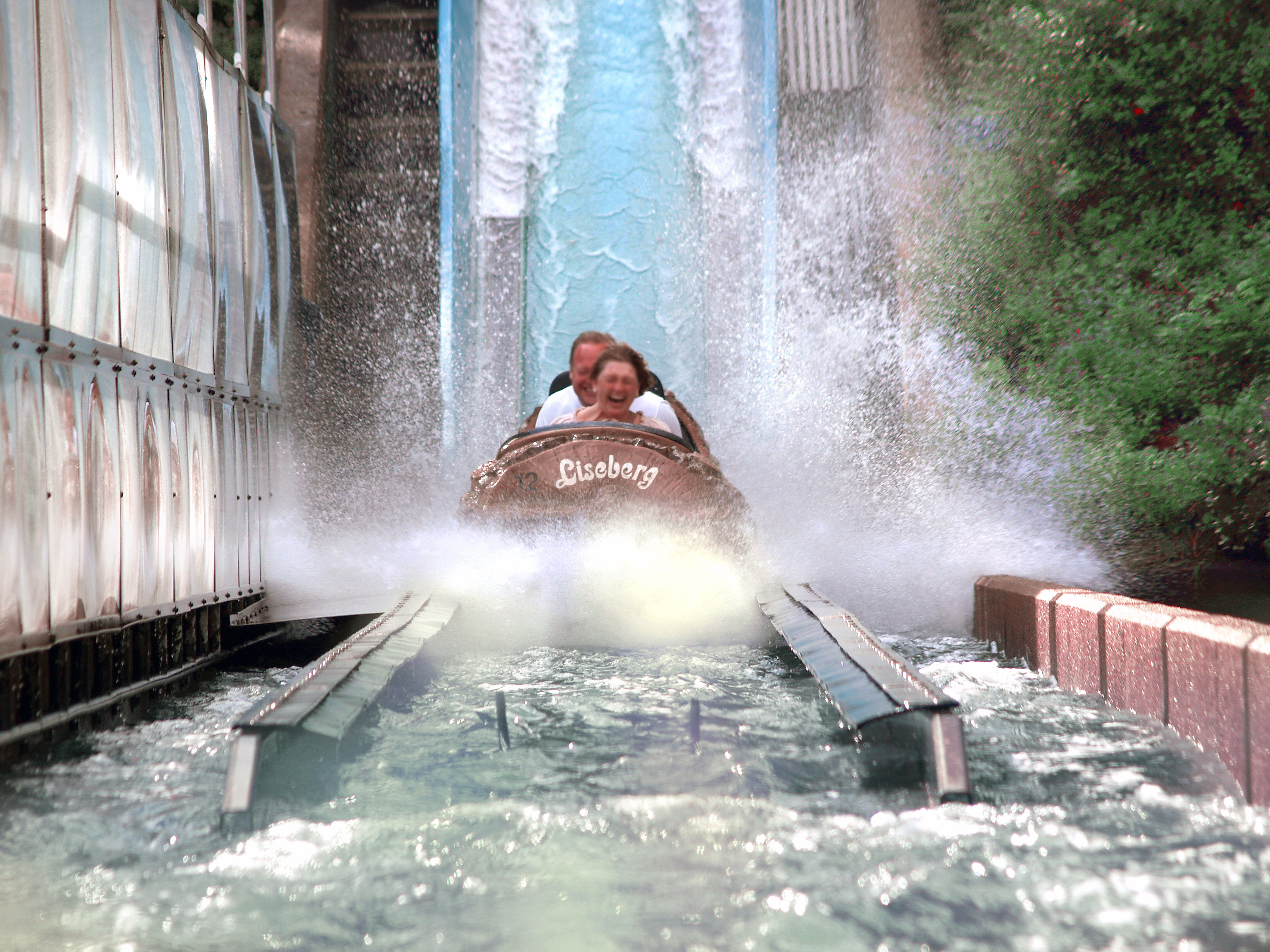
Flumeride.

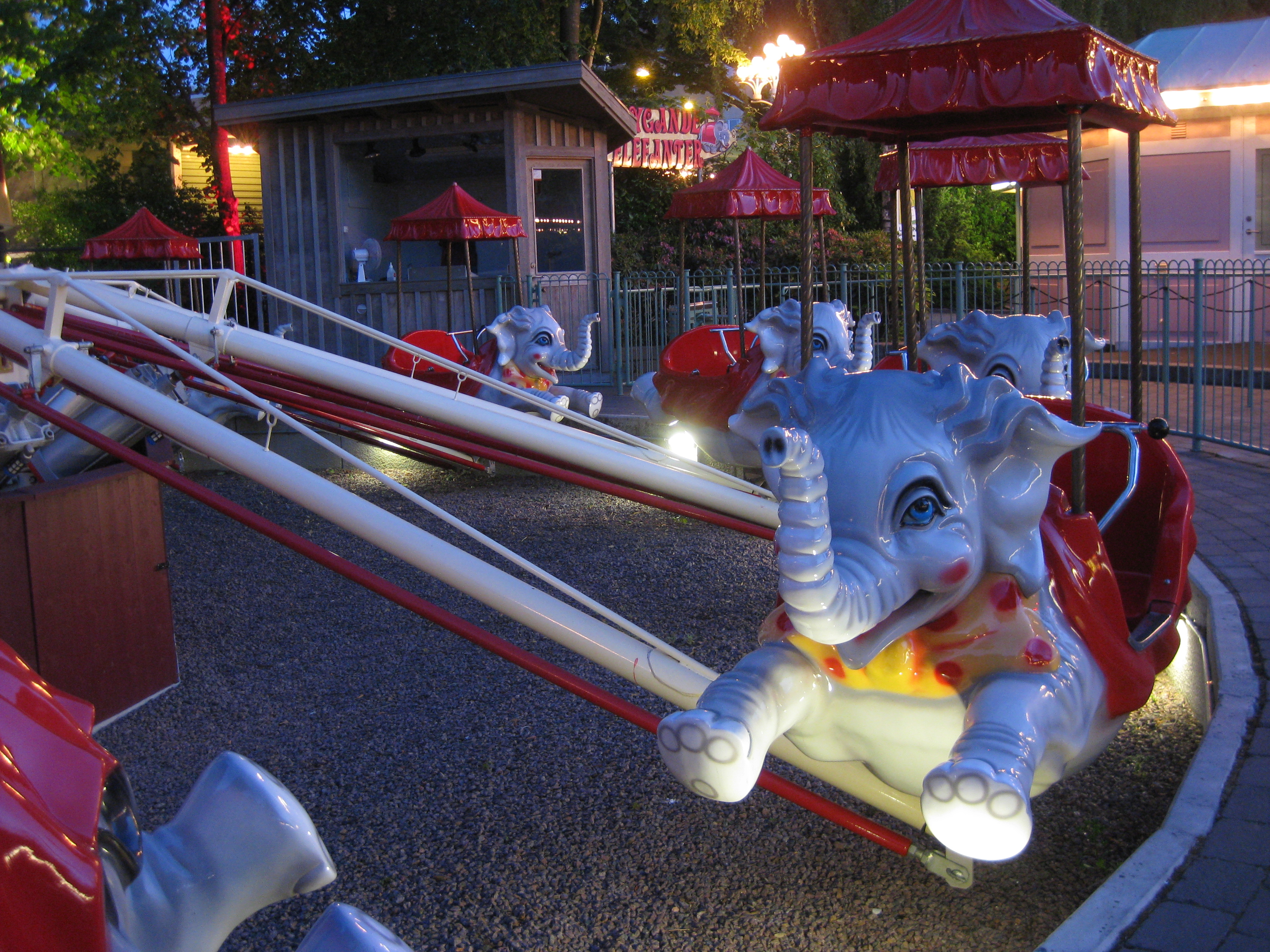
Flygande elefanter.

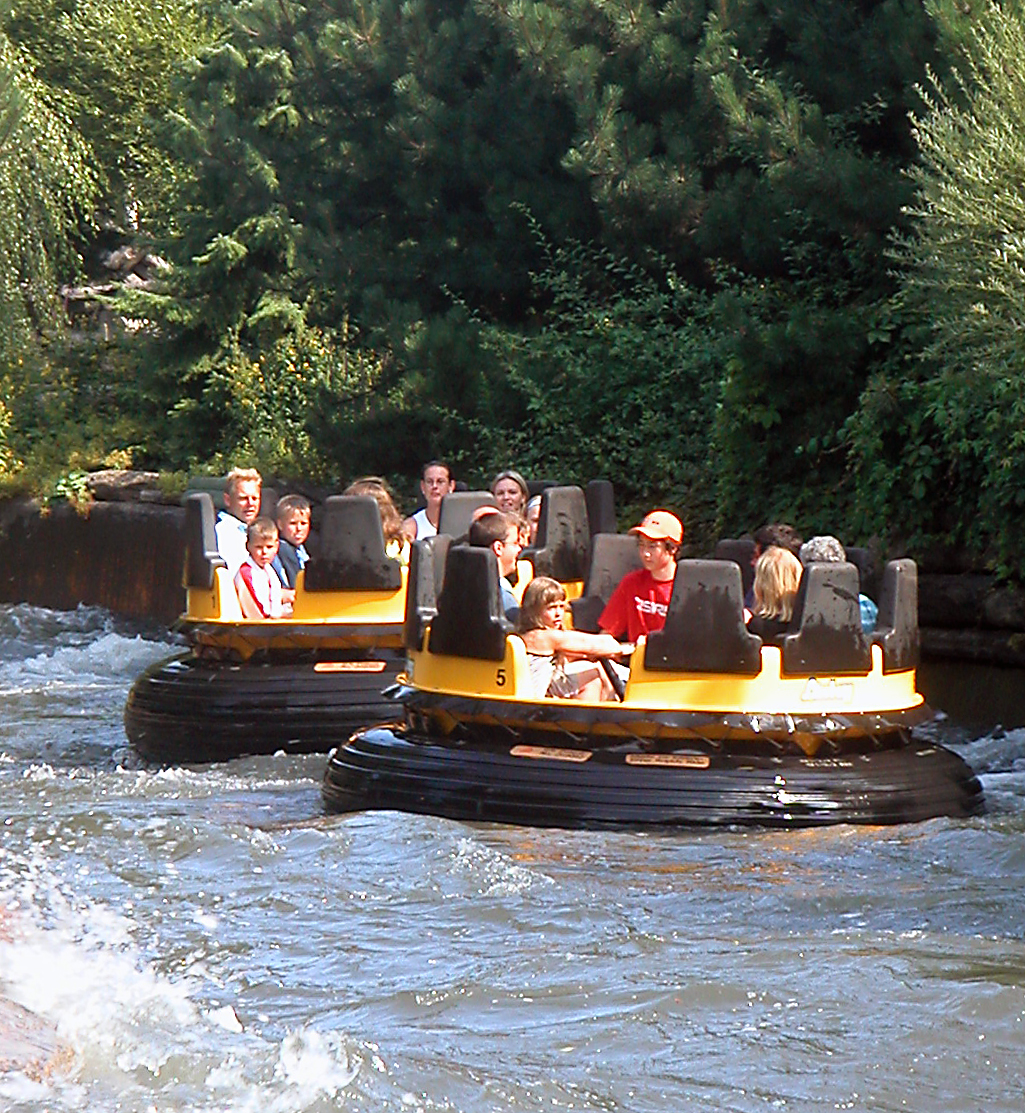
Kållerado.

Några av de mest kända och populära åkattraktionerna på Liseberg är Lisebergbanan (1,32 miljoner åkande 2010), Kållerado (1,11 miljoner), Flumeride (1,10 miljoner) och Balder (1,10 miljoner). Den äldsta befintliga attraktion på Liseberg är Kristallsalongen som hade premiär 1962. Lisebergstornet, som sedan 2011 är basen i åkattraktionen Atmosfear, är en av Göteborgs högsta byggnader med sina 116 meter (146 meter över havet).

### Nuvarande attraktioner
| Namn                | Invigningsår | Information |
| ------------------- | ------------ | --- |
| AeroSpin            | 2016         | De åkande sitter i flygplan som roterar kring ett torn. De åkande kan själva kontrollera sitt flygplans rotation.                                                     |
| Atmosfear           | 2011         | Torn där åkarna i tre sekunder faller fritt från höjden 90 meter över marken. Ersatte åkattraktionen Lisebergstornet som var ett utsiktstorn.                         |
| Balder              | 2003         | En 1000 meter lång berg- och dalbana i trä. |
| Blomsterkarusellen  | 2016         | En klassisk roterande karusell i två våningar. |
| Cyklonen            | 2013         | Karusell med cyklar. Ju snabbare man cyklar desto högre upp i luften kommer åkaren. Ny större version av Cykelturen i Kaninlandet 2013.                               |
| Farfars bil         | 2013         | Åkattraktion för barn där man sitter i bilar utformade som gammaldags bussar och lastbilar som leds av ett spår i marken. Den tidigare Farfars bil hade premiär 1975. |
| Fisketuren          | 1988         | Snabbt roterande karusell med båtar. |
| Flumeride           | 1973         | Vattenbana med uppförs- och nedförsbackar där åkarna sitter i stockar (båtar).                                                                                        |
| Flygande elefanter  | 2010         | Karusell med "flygande" elefanter. Ny version 2010. Har även funnits tidigare på Liseberg.                                                                            |
| Flygis              | 2013         | Karusell med flygplan. Placerad i Kaninlandet. |
| Hanghai             | 2009         | Roterande rund platta som vaggar fram och tillbaka längs en räls. |
| Helix               | 2014         | Berg- och dalbana som fått stor internationell uppmärksamhet. Dess räls ringlar sig fram runt och på berget tillsammans med Lisebergbanan och Flumeride.              |
| Hissningen          | 2013         | Fritt fall-attraktion för barn. Placerad i nya Västkustområdet. |
| Hoppalång           | 2013         | Mindre karusell för barn. Placerad i Kaninlandet. |
| Högspänningen       | 2013         | Placerad i Kaninlandet. |
| JukeBox             | 1993, 2012   | Karusell där de åkande roterar kring en förstorad modell av en jukebox. Under åkturen spelas gamla jukeboxlåtar.                                                      |
| Kaffekoppen         | 1985         | Karusell där åkarna sitter i stora kaffekoppar som kan roteras för hand av åkarna. Restaurerad inför 2013 års säsong.                                                 |
| Kaninlandsbanan     | 2013         | Cykelmonorail som går runt Kaninlandet. |
| Kaninresan          | 2001         | Båttur längs en bana med rörliga kanindockor. Restaurerad inför 2013 års säsong.                                                                                      |
| Kristallsalongen    | 1962         | Ett hus med speglar som förvränger spegelbilden. Kristallsalongen är Lisebergs äldsta attraktion, invigd 1962.                                                        |
| Kållerado           | 1997         | Forsfärd med båtar i en vattenbana omgiven av nordisk vildmarksmiljö.                                                                                                 |
| Lilla Lots          | 2006         | En barnattraktion med en gungande, roterande båt. |
| Lisebergbanan       | 1987         | Berg- och dalbana som går i skogen på berget inne på Liseberg. |
| Lisebergshjulet     | 2012         | Stort Pariserhjul med en diameter på 60 meter. Stod tidigare på Kanaltorget i Göteborg, och hette då Göteborgshjulet.                                                 |
| Loke                | 2017         | Stor ring med max 40 personer som långsamt snurrar och samtidigt gungar högt fram och tillbaka.                                                                       |
| Mechanica           | 2015         | Mechanica, Lisebergs nyhet 2015, presenterades den 16 oktober 2014. Attraktionen är enligt Liseberg en specialvariant av Star Shape.                                  |
| Rabalder            | 2009         | Berg- och dalbana för barn. |
| Radiobilarna        | 1988         | Bilbana. Fick nya bilar 2010. |
| Skepp o' skoj       | 2012         | Konstgjord sjö med tvåsitsbåtar i Stena Line-utförande. Åkattraktionen riktar sig främst till barn. Ersatte Barnbåtarna och är ett samarbete med Stena Line.          |
| Slänggungan         | 1989, 2018   | Karusell där åkarna sitter i gungor. Den ursprungliga slänggungan ersattes av en ny 2018.                                                                             |
| Spökhotellet Gasten | 1998         | Spökhus med levande aktörer. Vinnare av THEA Awards 1999. |
| Stampbanan          | 2013         | Liten berg- och dalbana för barn. Placerad i Kaninlandet. |
| Tuta & Kör          | 2013         | Ny version av Knatterally. Placerad i Kaninlandet. |
| Uppswinget          | 2007         | Stor gunga med två pendlande sittplattformar. |
| Valkyria            | 2018         | Berg- och dalbana av typen Dive coaster som ersatte Kanonen. |
| Underlandet         | 2020-2021    | Gondoler som färdas genom olika rum med inslag ur Lisebergskaninernas värld.                                                                                          |
| Tempus              | 2022         | Attraktion med 4 roterande armar, med 4 sittplatser på vardera arm |
| Turbo               | 2022         | Snurrande karusell där åkaren sitter i motorcyklar |

### Historiska attraktioner (rivna eller sålda)

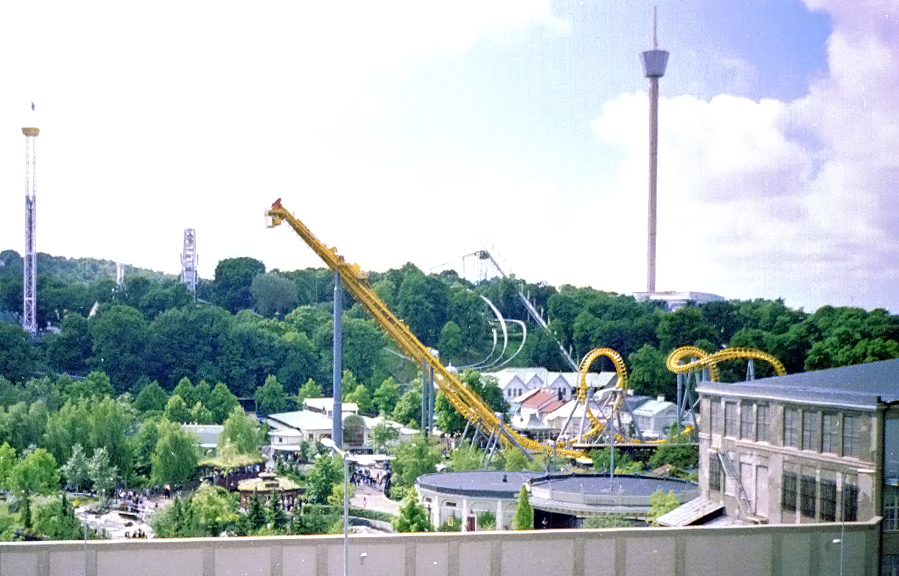
Hangover (1997–2002)

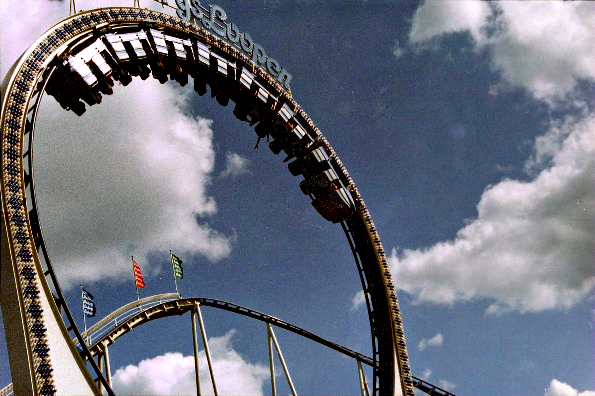
Lisebergsloopen (1980–1995)

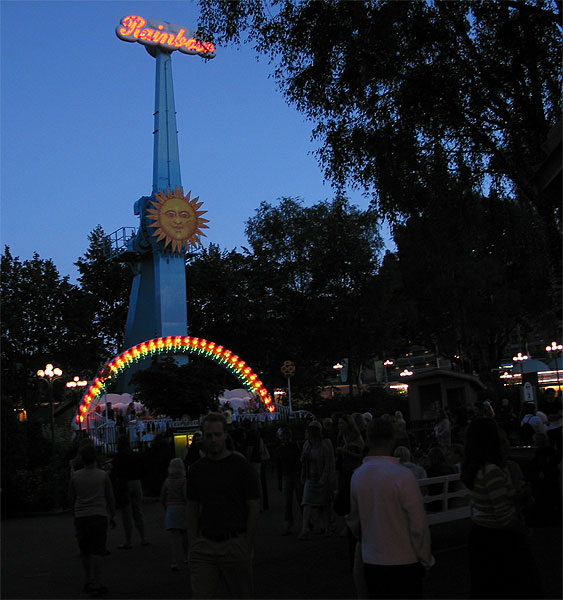
Rainbow (1983–2008)

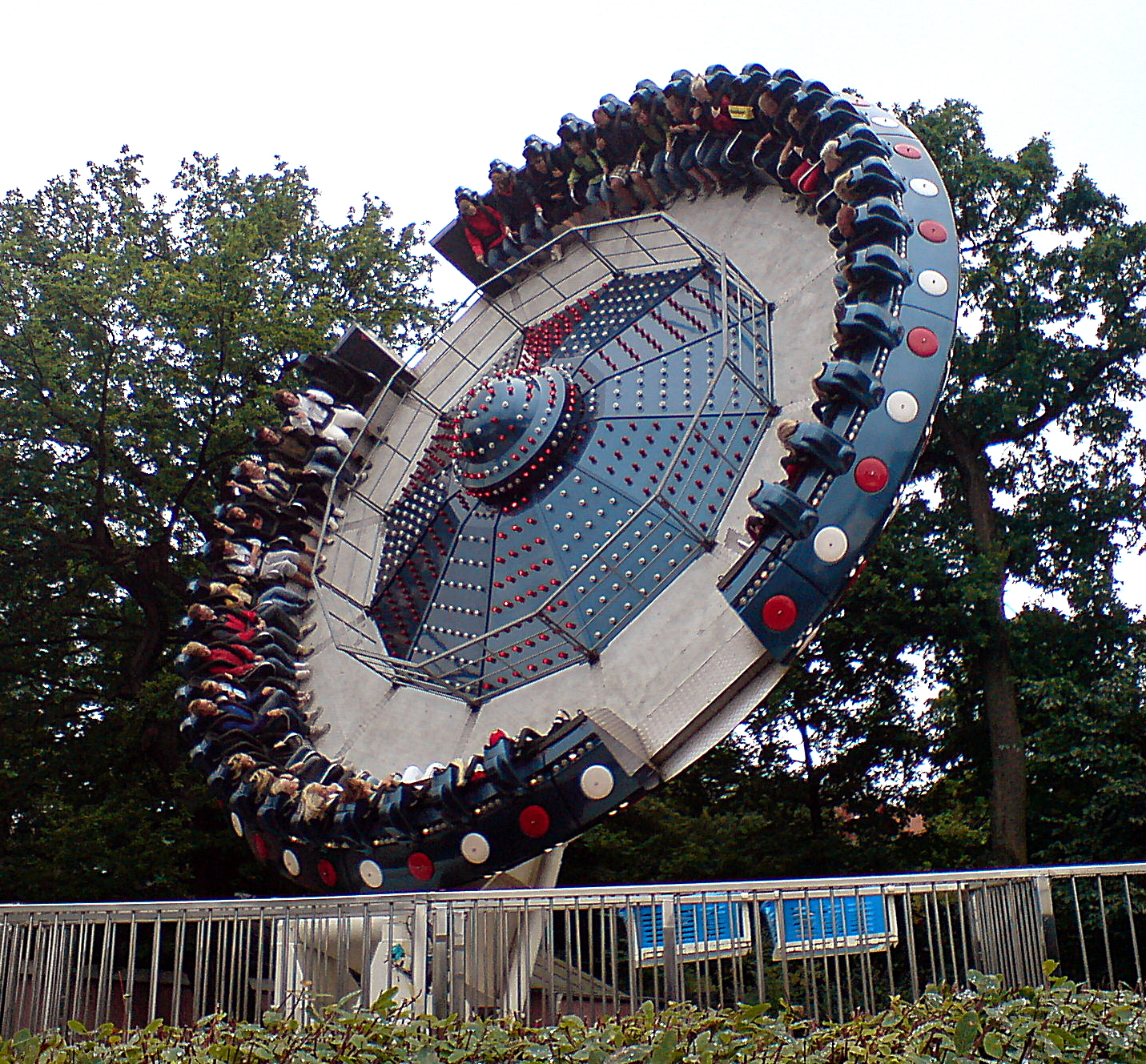
Tornado (1989–2008)

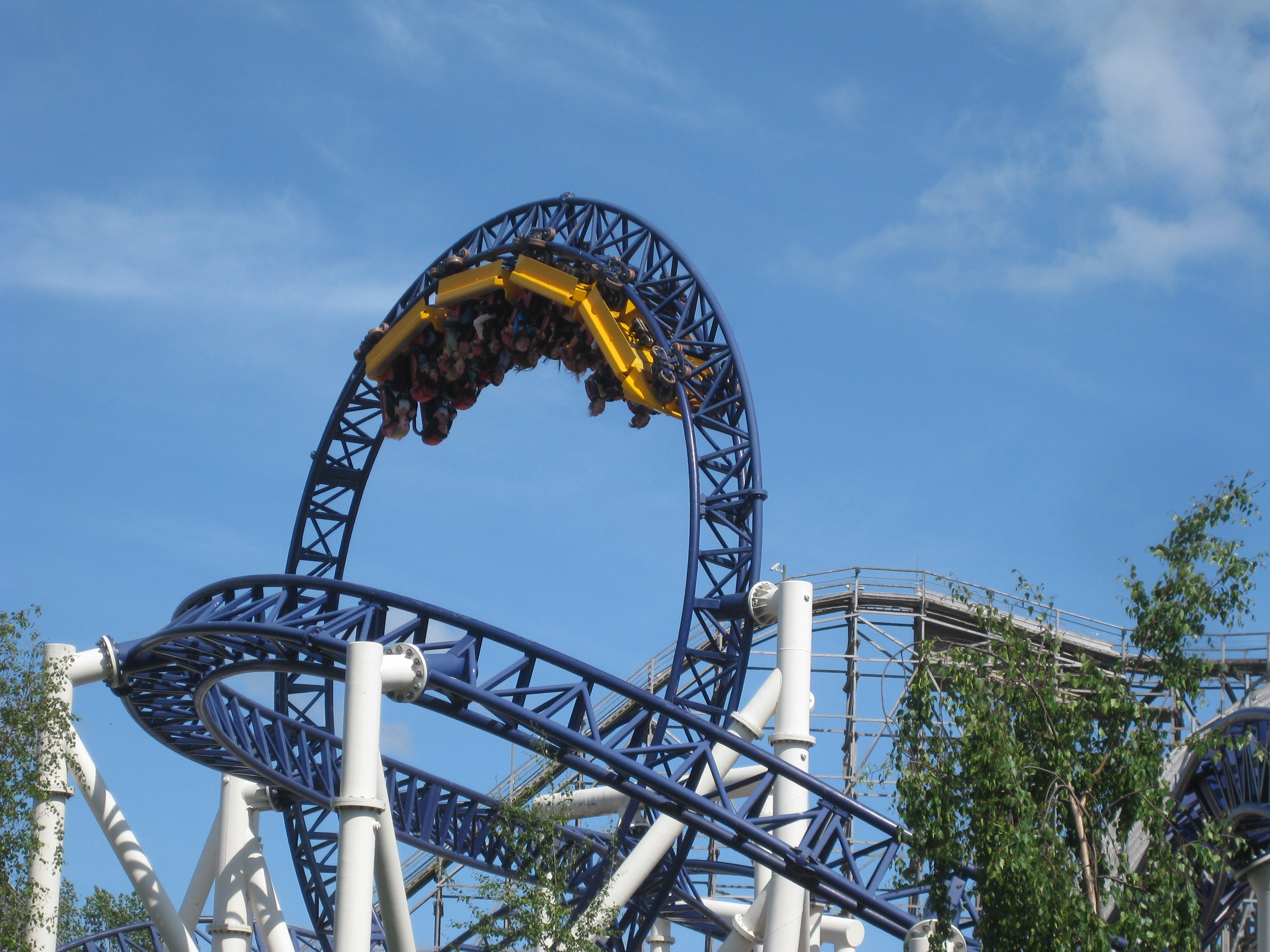
Kanonen (2005–2016)

| Namn                    | Invigningsår | Sista aktiva år | Information |
| ----------------------- | ------------ | --------------- | --- |
| Aerovarvet              | 1989         | 2001            | En gungande rymdskeppsgondol som roterar 360 grader. Fick nytt utseende 2002 och bytte då namn till Kulingen. |
| Barnbåtarna             | 1973         | 2012            | Konstgjord sjö med tvåsitsbåtar för främst barn. Byttes 2012 ut mot Skepp o' skoj. |
| Barnrallyt              | 1956         | 1978            | Bilbana på räls med fordon som drivs av elektricitet. Inför säsongen 1979 förlängdes banan och attraktionen bytte namn till Farfars Bil. |
| Bergbanan               | 1923         | 1987            | Berg- och dalbana i trä som invigdes vid öppnandet av Liseberg år 1923. Även kallad Gamla Bergbanan. |
| Breakdance              | 1987         | 1993            | En åkattraktion lik Virvelvinden men med tvåsitsgondoler i form av bilar som roterar. |
| Blå tåget               | 1937         | 1979            | Attraktion där de åkande färdas på en räls bland figurer föreställande spöken, skelett och troll. Även kallad spöktåget och spökslottet. |
| Bläckfisken             | 1968         | 1978            | Karusell i form av en bläckfisk. Var placerad i närheten av Pariserhjulet (direkt söder om Flumeride). En föregångare till JukeBox. Finns sedan 1985 på Borgbacken i Helsingfors där den kallas Mustekala (tidigare Polyp). |
| Båtbanan                | 1955         | 1972            | Båtar som flöt fram i en bana med hjälp av vattenströmmen. Utmed banan var ett sagoland uppbyggt. |
| Cinema 180°             | 1979         | 1987            | En biograf med filmduk i 180 grader med äventyrliga filmer som kunde få de stående åskådarna att trilla. |
| Cirkusexpressen         | 1977         | 2008            | Liten berg- och dalbana för barn. Kallades för Lilla Bergbanan 1977-1986. Kallades i folkmun för Nyckelpigan eftersom tågsättet var målat som en nyckelpiga. Finns numera i den holländska nöjesparken Mondo Verde i Limburg där den heter Wilde Tijger Achtbaan. På platsen byggde man berg- och dalbanan Rabalder, som är av samma tillverkare (Zierer). |
| Cykelturen              | 2008         | 2012            | Karusell med cyklar. Ju snabbare man cyklar desto högre upp i luften kommer åkaren. Ersattes av Cyklonen, en ny större version inför 2013 års säsong. |
| DiscoRound              | 1986         | 1988            | Åkarna satt instängda i en rund roterande karusell. |
| Drakbåtarna             | 1997         | 2019            | Attraktion med 6 gondoler utformade som vikingaskepp, som snurrar runt i en vattenbassäng. |
| ELdorado                | 1997         | 2000            | Tekniskt experimentmuseum om olika typer av energi i samarbete med Vattenfall. |
| Enterprise              | 1976         | 1982            | Roterande karusell där de åkande satt i gondoler runt attraktionens mittaxel. Karusellen började rotera i horisontalläge, men reste sig därefter för att rotera i vertikalläge. |
| Evert Taubes Värld      | 2008         | 2015            | Upplevelseattraktion som berättade om Evert Taubes liv och verk med modern teknik. |
| Flygkarusellen          | 1991         | 2012            | Barnkarusell med flygplan som roterade kring karusellens mitt. Ej att förväxlas med Flygkarusellen (1923-1932) eller Flygkarusellen (1956-1962). |
| Gamla Farfars Bil       | 1973         | 2012            | Barnattraktion med fordon utformade som veteranbilar. Vid ombyggnationen av barnområdet inför säsongen 2013 flyttade Farfars bil till Västkustområdet och fordonen byttes ut. |
| Gamla Radiobilarna      | 1927         | 1987            | Bilbana där de åkande själva styr. 1988 köps en ny bana in som ersätter den gamla och Radiobilarna får en ny placering. |
| Gamla Virvelvinden      | 1929         | 1968            | Karusell med gondoler som roterar på en platta. Togs bort inför säsongen 1948 men återkom säsongen därpå. |
| Hangover                | 1997         | 2002            | Berg- och dalbana där åkarna hängde under rälsen och satt mitt emot varandra. Invigningen sköts upp från 1996 till 1997 på grund av problem med driftsystemet. |
| Höjdskräcken            | 2000         | 2015            | Fritt fall där de åkande skjuts mot marken med hjälp av tryckluft. |
| Hökfärden               | 1985         | 1990            | Torn med roterande gondoler i form av hökar. |
| Kanonen                 | 2005         | 2016            | Berg- och dalbana i stål där tåget skjuts ut från stationen. Revs 2017 för att göra plats åt 2018 års nyhet Valkyria. |
| Klubbland               | 2017         | 2017            | Tillfällig interaktiv utställning om musikartisten Håkan Hellström. |
| Knatterally             | 1983         | 2012            | Radiobilar för mindre barn. Ersattes av Tuta & Kör 2013. |
| Krinolinen              | 1996         | 2005            | Gungande karusell som höjs upp i luften. |
| Kulingen                | 2002         | 2008            | Båtgunga. Fanns redan i parken sedan 1989 under namnet Aerovarvet, men blev inför 2002 ombyggd, fick nytt utseende och bytte namn. Till skillnad från Aerovarvet roterade Kulingen inte 360 grader utan gungade endast fram och tillbaka. Togs bort efter 2008 och såldes till italienska Movieland park.                                                  |
| Lillköping              | 1923         | 1935            | Stad i miniatyr som under säsongen 1923 befolkades med kortväxta skådespelare. Efter kritik från publiken och oenigheter om löner försvann skådespelarna från Lillköping 1924 och ersattes med Barnens Paradis. |
| Lisebergsloopen         | 1980         | 1995            | Berg- och dalbana med loop. |
| Lisebergstornet/ UFO 23 | 1990         | 2010            | Roterande gondol som åker upp till toppen av ett utsiktstorn. Öppnades 1990 under namnet UFO 23. Stängdes den 30 maj 2010 för att byggas om till Atmosfear som öppnade 2011. |
| Lustiga huset           | 1923         | 1954            | Invigdes den 8 maj 1923 och var sammanbyggt med Lilla Varietén. Byggnaden ritades av Arvid Bjerke, byggdes om 1930 och revs 1954. |
| Maxxima                 | 2001         | 2012            | Biograf som visade 3D-filmer. |
| Meteor                  | 1963         | 1975            | Beskrevs 1963 som en "tredimensionell karusell," med plats för 36 vuxna. Den var hämtad från världsutställningen i Seattle och var den enda i sitt slag i Europa. |
| Minibilarna             | 1978         | 1982            | Bilbana med elbilar för barn. |
| Ormen Långe             | 1980         | 1989            | Gungande vikingaskepp som påminde om Aerovarvet bortsett från att Ormen Långe inte snurrade runt 360 grader. Ormen Långe, som låg mellan södra entrén och Flume ride, togs bort året efter att Aerovarvet haft premiär. |
| Paratroopern            | 1961         | 1972            | Ett lutande hjul som roterade där de åkande satt två och två med fritt dinglande ben i gondoler. Låg placerad i närheten av den södra entrén. |
| Pariserhjulet           | 1967         | 2015            | Pariserhjul med 20 gondoler. Efterföljare till Pariserhjulet (1952-1968) |
| Ponnykarusellen         | 2010         | 2015            | Karusell med hästar. Ny version av karusellen invigdes 2010. Den tidigare versionen kom till parken 1963 men byggdes redan på 1930-talet. Ersattes med Blomsterkarusellen 2016. |
| Gamla Ponnykarusellen   | 1963         | 2009            | Karusell med hästar. Tillverkad under 1930-talet, invigdes under namnet jubileumskarusellen. Namnbyte 1980. 2010 ersattes karusellen av en ny version med samma namn. |
| Rainbow                 | 1983         | 2008            | Sittplattform som med hjälp av en hävarm roterade i cirklar. Stängdes efter en olycka 2008 då en svetsning brustit i karusellens drivaxel. |
| Sagoslottet             | 1968         | 2017            | Båtgondoler som hänger i en räls och färdas genom olika rum med inslag ur olika klassiska sagor. Åkattraktionen kallades för Peter Pan 1968-1980 och Vår Lilla Värld 1981-1985. |
| SimulaTour              | 1990         | 2000            | Biograf med stolar som rörde sig till filmen. Ett tiotal olika filmer visades under de år attraktionen var öppen. Ersattes 2001 av Maxxima. |
| Små Grodorna            | 2000         | 2012            | "Fritt fall" för barn, åkarna satt i en "soffa" som hoppade upp och ner. Revs 2012 för att ge plats åt 2013 års nyhet Kaninlandet. |
| Snabbtåget X2000        | 1989         | 1992            | Enkel tågbana som åkte på ett tvåvarvigt spår. Gjorde reklam för det då nya Statens Järnvägar-tåget X2000. |
| Spaceship Alpha         | 1978         | 1979            | Åkarna satt i ett rymdskepp där en simulatorfilm visades. |
| Spinrock                | 2002         | 2016            | En stor motoriserad gunga där åkarna sitter i ett roterande bottenparti. Ersattes 2017 av den större gungan Loke. |
| Spöktåget               | 1932         | 1936            | Föregångare till Blå Tåget. |
| Super 8                 | 1966         | 1979            | Berg- och dalbana byggd av tillverkaren Anton Schwarzkopf. Passagerarna färdades i fyrsitsiga bilar byggda av originaldelar från Audi-bilar. |
| Swing Around            | 1971         | 1984            | Roterande karusell med gondoler som slungades ut i horisontalläge i hög hastighet. |
| Swing-o-plane           | 1947         | 1982            | Karusell där de åkande sitter längst ut på en axel som roterar i en loop. |
| TopSpin                 | 1993         | 2006            | Sittplattform som roterar i två led. |
| Tornado                 | 1989         | 2008            | Rund sittplattform som roterade med en lutning. |
| Trummeliten             | 1991         | 2012            | Karusell för barn med sex gondoler som kunde rotera kring sin egen axel genom att vrida på en ratt. Gondolerna stod i sin tur på en stor roterande platta. |
| Turbo-Star              | 1973         | 1980            | Roterande karusell med armar som håller gondoler vilka i sin tur roterar kring armen. |
| UFO                     | 1981         | 1986            | Snabbt roterande karusell där åkarna stod upp. Karusellen började rotera i horisontalläge, men reste sig därefter för att rotera i vertikalläge. Inte att förväxla med UFO 23. |
| Uppskjutet              | 1996         | 2015            | Ett torn där åkarna skjuts upp i luften för att sedan falla mot marken. |
| Virvelvinden            | 1969         | 2021            | Karusell med roterande gondoler som sitter på en roterande platta. Ersattes av den nya karusellen Turbo. |
| Villa Opp-Å-Ner         | 1985         | 1996            | En lustiga-huset-attraktion. En villa som var byggd upp och ner, och innehöll olika rum med surrealistisk inredning. |

## Scener, dansbanor och artister

### Stora scenen
Lisebergs stora scen fanns även under invigningsåret 1923, men då i annan tappning. Från början var den tänkt som en stor musikpaviljong för konserter med Göteborgs symfoniorkester och olika militärorkestrar men tack vare att man varvade dessa konserter med olika cirkus- och akrobatnummer, ofta av högsta internationella klass, så blev benämningen snart Friluftsscenen. När Lilla friluftsscenen invigdes 1932 bytte Friluftsscenen namn till Stora friluftsscenen.
1954 revs Lilla friluftsscenen. I och med detta blev Stora Friluftsscenen återigen Friluftsscenen. 1960 bytte Friluftsscenen namn till Stora scenen och har hetat det sedan dess.
Genom åren har scenen genomgått ett flertal förändringar, främst av teknisk karaktär och för att utöka utrymmet för publiken. Redan 1927 görs den halvmåneformade paviljongen om till en mer ändamålsenlig fyrkantig scen och under 60-talet kortas den spegeldamm som ligger framför scenen av för att ge mer sittplatsutrymme åt publiken. I samband med renoveringar under början av 2000-talet gör man det också möjligt att täcka över spegeldammen för att bereda ytterligare sittplatser.
På Stora scenen har många artister stått genom åren. Några av dessa är Jussi Björling, Abba, Carola, Orup, Sammy Davis Jr, Rolling Stones, Veteranerna (akrobatikgrupp), Alice Cooper och Ringo Starr tillsammans med hans All Starr Band.
Förutom konserter finns också återkommande element. Carl-Einar Häckner har sedan 1997 haft en varieté på Stora scenen och sedan 2004 sjungs det allsång i Lotta Engbergs regi.

### Kaninscenen
På Kaninscenen i Kaninlandet spelas teaterföreställningar med Lisebergskaninerna och deras kompisar med inriktning mot barnfamiljer.   
Kaninscenen tillkom 2019 och ersatte då föregångaren Kvarnteatern (tidigare Lilla scenen). Kvarnteatern låg vid nuvarande Underlandet och var en utveckling av det som förut kallades "Lilla Scenen" och ännu tidigare Lilla Manégen, där bland andra Carl-Einar Häckner (se ovan) började sin karriär. På Kvarnteatern spelades bl.a. föreställningarna "Knaprigt Värre!” (sommar 2014), ”Kramsnö” (jul, 2014), ”Försök stoppa mig!” (sommar, 2015), ”Bus och Godis” (halloween, 2015)  och ”Tomtetrubbel” (jul, 2015).

### Taubescenen (2008-2018)
När upplevelseattraktionen Evert Taubes Värld invigdes 2008 hade man samtidigt rivit den gamla Musikpaviljongen och byggt den nya scenen Taubescenen, döpt efter Evert Taube. På Taubescenen spelades blandad musik, bland annat jazz och vals. 2008 startade även Lisebergsorkestern som spelade på Taubescenen. I anslutning till scenen fanns Café Taube. Taubescenen ersattes 2019 av Kaninscenen.

### Lilla Scenen/Polketten
Nya Lilla Scenen ligger sedan ombyggnationen 2019 i Hamnområdet på andra sidan Mölndalsån och har dubbelt så stor publikkapacitet som Taubescenen hade. Scenen är belägen på Polkettens dansbana, som i samband med ombyggnationen blev bättre lämpad för konserter. Hamnområdet kunde nu utnyttjas bättre till både dans och konserter.

### Dansbanor

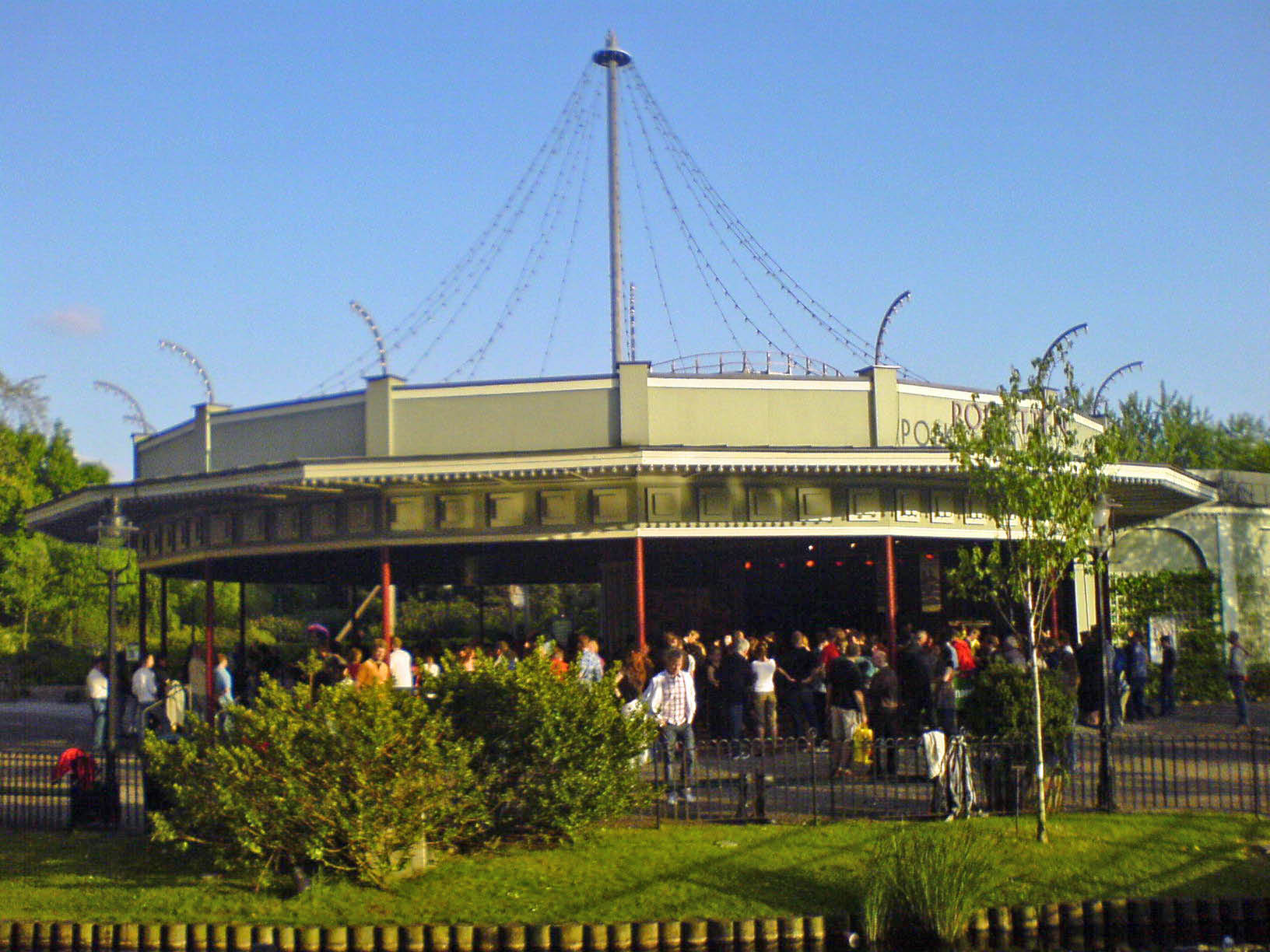
Dansbanan Polketten på Liseberg

Polketten är en dansbana som ursprungligen uppfördes redan 1925 men då på en helt annan plats, vid det som då hette Lillköping. Från början spelade Folkdansgillet gammeldans och man fick dansa genom att köpa polletter för 10 öre styck. Här har dansats foxtrot och bugg. Nu för tiden dansas både modern dans och gammaldans. Man kan även gå kurser i salsa, bugg och Lindy hop. Det har även anordnats dansbandsfestivaler.
Lisebergs stora dansbana som uppfördes 1923, revs i oktober 1962 för att lämna plats åt den nya "Jazzen" med plats för ungefär 1 000 dansande personer. Jazzen invigdes den 15 maj 1963 och blev senare Pop In tills 1980 då Lisebergshallen byggdes.

### Övriga scener
I anslutning till Liseberg finns också:
- Rondo - en showlokal där en mängd kända artister (bland andra Sven-Ingvars, Kikki, Bettan & Lotta och Jerry Williams) haft krogshow
- Lisebergsteatern där bland annat Hagge-revyerna, Trollkarlen från Oz och Stefan & Kristers 20-årsjubileum gått att beskåda.

### Artister och uppträdanden

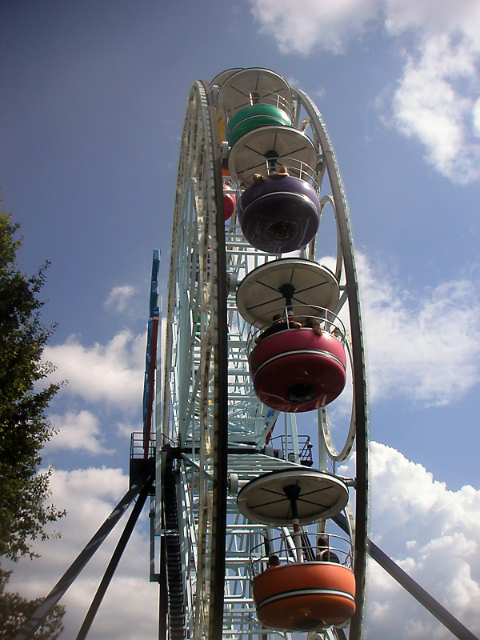
Pariserhjulet

Många artister har framträtt på Liseberg genom åren, bland andra Bob Marley, Zarah Leander, Maurice Chevalier, Marlene Dietrich, Evert Taube, Abba, Lasse Dahlquist, Birgit Nilsson, Pernilla Wahlgren, Carola Häggkvist och The Monn Keys.
Sten-Åke Cederhök spelade under 25 år egna föreställningar av Veckans Revy. Även Sonya Hedenbratt, Hagge Geigert och Laila Westersund kan räknas till de artister som framträtt oräkneliga gånger på Liseberg. Även Håkan Hellström har uppträtt där några gånger.
Olof Palme höll ett tal på Stora scenen under sin sista valturné 1985.
Varje sommarsäsong från 1997 till 2016 uppträdde trollkarlen och komikern Carl-Einar Häckner på Stora scenen med sin varieté under större delen av juli månad. I varietén ingick varje sommar svenska och utländska gästartister samt en varietéorkester.
Bland de utländska artister som framträtt på Liseberg kan nämnas Led Zeppelin, Delta Rhythm Boys, Jimi Hendrix Experience, Cat Stevens, The Beach Boys, The Kinks, The Who, P J Proby, Frank Zappa med The Mothers Of Invention, Bill Haley and His Comets, Procol Harum och Toto.
I juni 2004 körde Liseberg igång med allsångskvällar med Lotta Engberg. Lotta på Liseberg blev en succé och upprepades de kommande åren för att börja TV-sändas i TV4 2009.
Störst publik någonsin runt Stora scenen skedde den 9 juli 1951. Då kom 37 000 människor för att höra Stålfarfar – som dagen innan vunnit Sverigeloppet – sjunga och se honom cykla. Den mest välbesökta evenemangsdagen någonsin var dock 17 augusti 1996, då totalt 57 943 besökare passerat kassorna. Orsaken var minnesdagen ett år efter mordet på John Hron, med kung Carl XVI Gustaf samt ett rad artister och kulturpersonligheter närvarande.

## Övrig verksamhet

### Jul på Liseberg
Redan på 1970-talet hade Liseberg julmarknader. Den 7 december 1974 var det invigning av den första julmarknaden som hade öppet under två helger. Arrangemanget upprepades 1975, men därefter dröjde det 25 år innan Liseberg återigen satsade på julen.
Nysatsningen Jul på Liseberg hade premiär år 2000. Nöjesparken började då att ha öppet från mitten av november till och med den 23 december. År 2017 förlängdes öppethållandet till den 30 december. Under Jul på Liseberg pryds nöjesparken av omkring fem miljoner juleljus. Nordens största julmarknad finns på plats med stort antal stånd som säljer sill, ost, honung, korv, julpynt och mycket annat. Spegeldammen görs om till skridskobana och man kan åka släde och skridskor. Det går även att besöka Tomten och hälsa på hans renar.

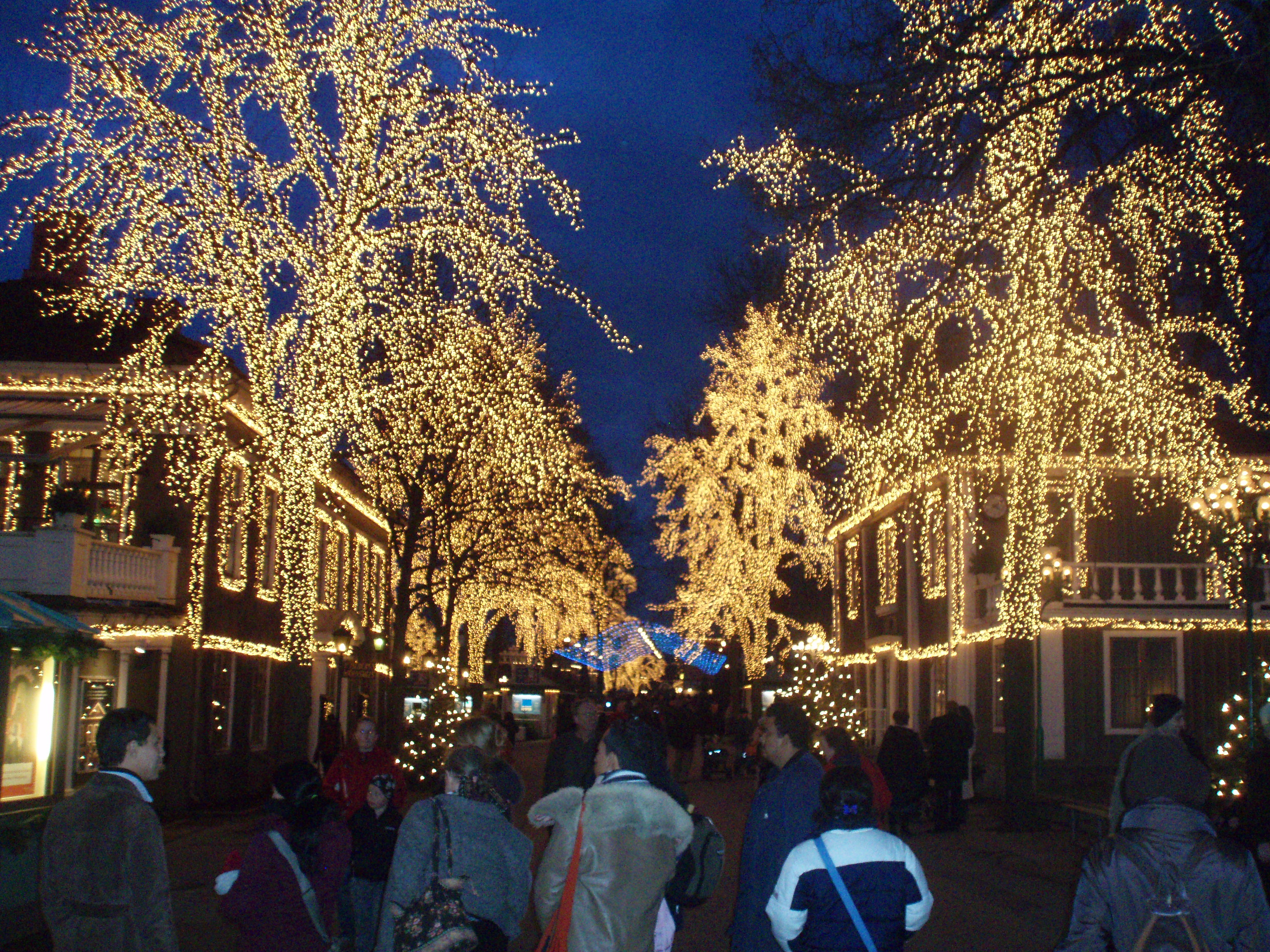
Julbelysning på Liseberg.
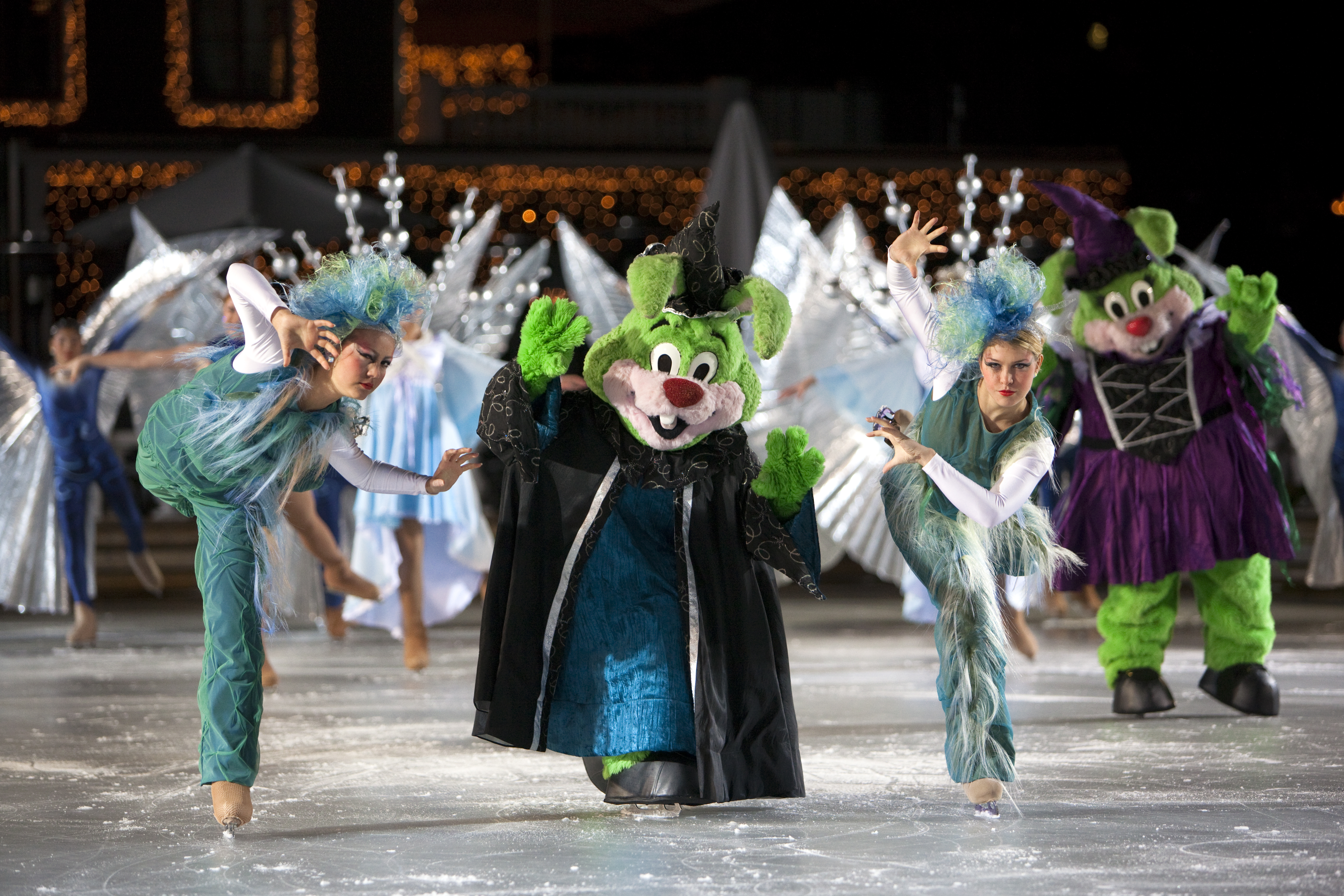
Isshowen Vintervirvlar på Liseberg 2009 belönades med The Brass Ring Award.
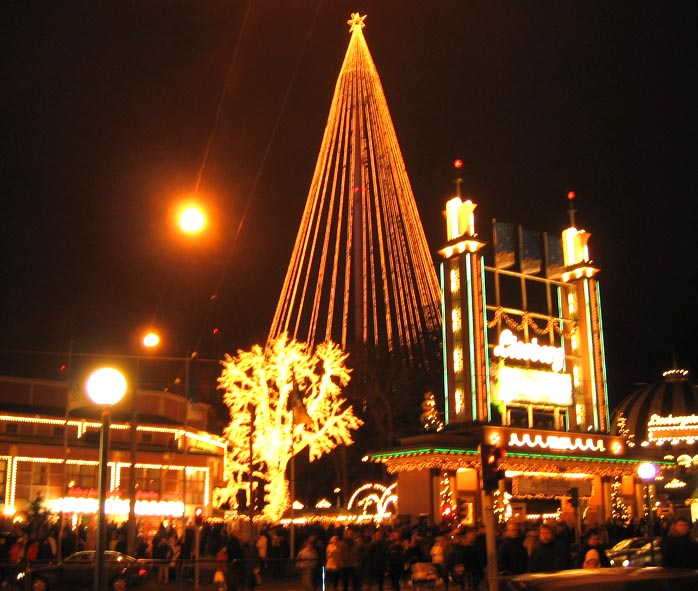
Lisebergstornet i juletider.

### Halloween på Liseberg

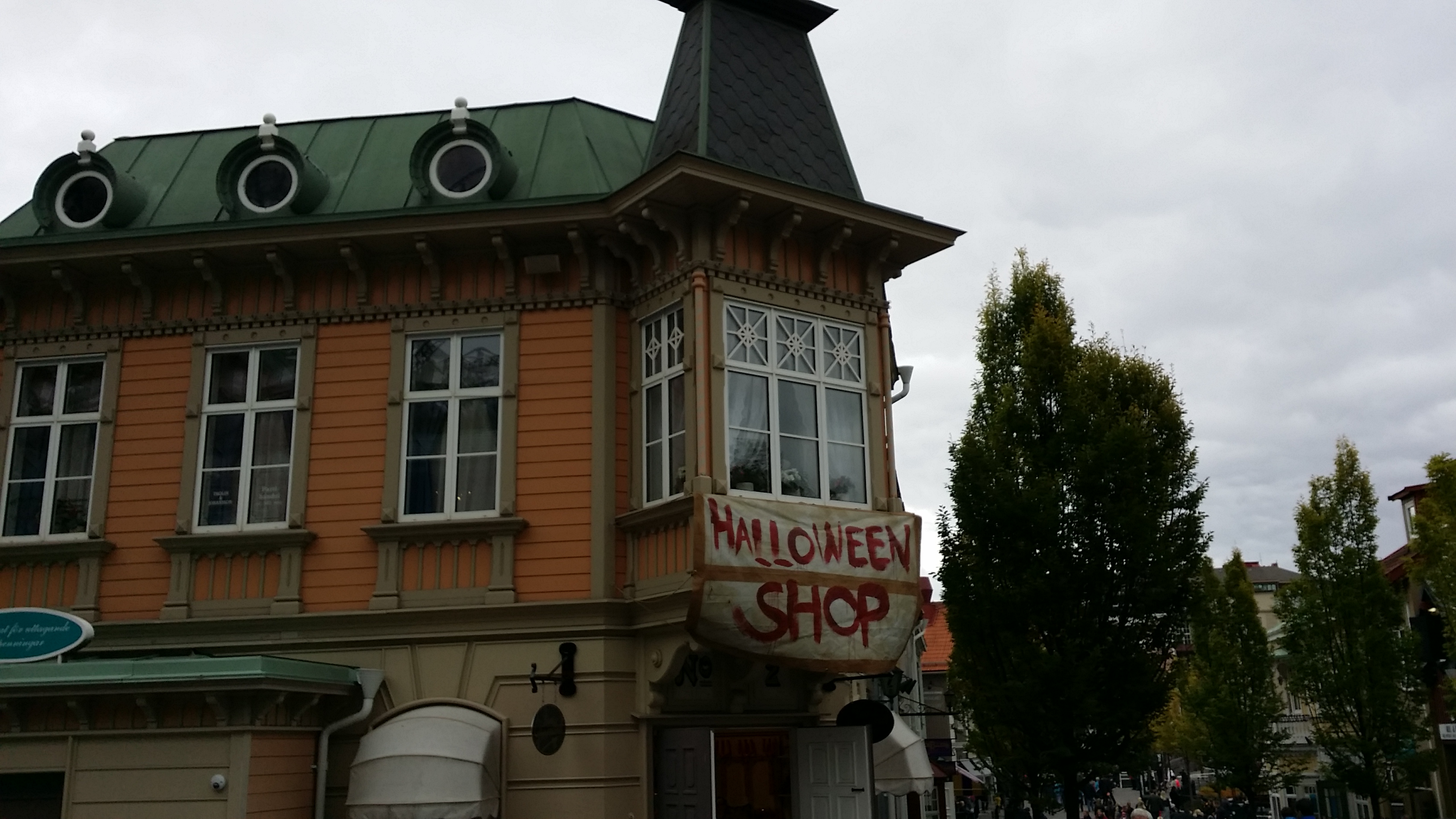
Halloween på Liseberg

Halloween på Liseberg startade 2015 och pågår några veckor under hösten (oktober-november). Premiäråret fanns det två Halloween-exklusiva skräckhus (Smitthärden Gasten och Dockkabinettet) samt The Experiment där Atmosfear tematiserats med aktörer. Under åren har andra skräckhus tillkommit, som Zombie (2016) och Vinden (2017), samt aktörsfyllda skräckområden som Cirkus Bisarr (2018). Halloweensäsongerna 2019 och 2024 är de dittills mest välbesökta.   

### Liseberg Grand Curiosa Hotel

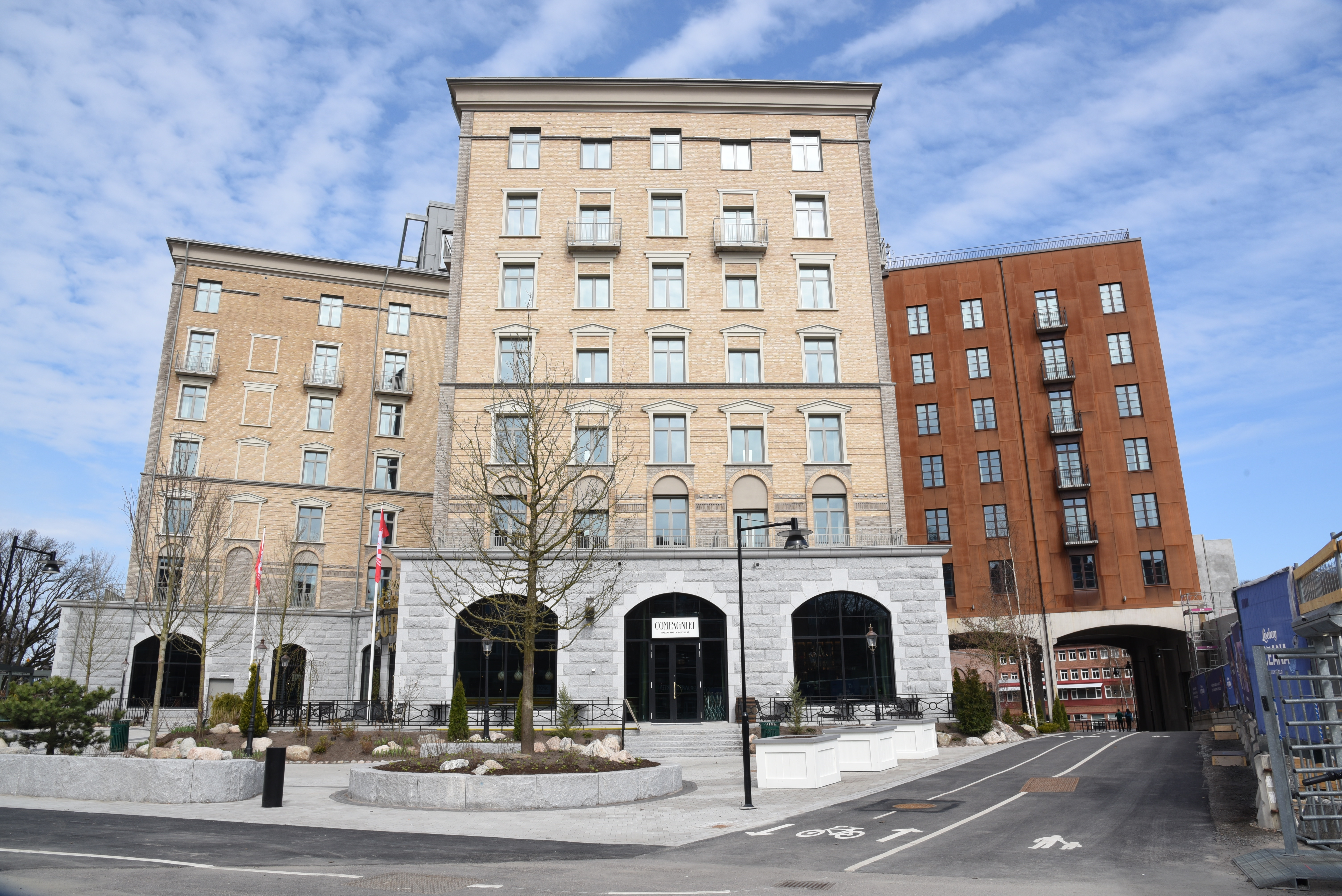
Liseberg Grand Curiosa Hotel.

Liseberg Grand Curiosa Hotel öppnades i april 2023. Ytan är 29 900 m² med 457 rum, samtliga med minst 5 bäddar.

### Liseberg Oceana

Liseberg Oceana brinner den 12 februari 2024.

Ett stort äventyrsbad, Liseberg Oceana, öppet året om, planerades att öppnas 2024. Ytan skulle vara 13 600 m² med 14 vattenattraktioner. Den 12 februari 2024 bröt en storbrand ut på byggarbetsplatsen och anläggningen totalförstördes. En person rapporterades saknad samma dag, och hittades senare död den 16 februari. I juli 2024 fattades beslut om att återuppbygga Oceana, i huvudsak enligt ursprungliga principer. Oceana beräknas stå färdigt under 2026.

### Lisebergs Trädgårdsdagar
Mellan 2000 och 2019 anordnades under några dagar i maj Lisebergs Trädgårdsdagar som var Västsveriges största trädgårdsmässa. Ett hundratal utställande företag presenterade sina produkter, och det hölls även föreläsningar, kurser och tävlingar. År 2008 invigdes Lisebergs Lustgård, en 20 000 kvadratmeter stor trädgård, där det hölls guidade turer under trädgårdsdagarna.

## Besöksstatistik
Här följer statistik för besöksantalet på Liseberg. Jul på Liseberg hade premiär år 2000, och Halloween på Liseberg år 2015.
| Antal besökare            | Antal besökare                              | Antal besökare                              | Antal besökare                              | Antal besökare                              |
| År                        | Totalt                                      | Sommaren                                    | Halloween                                   | Jul                                         |
| ------------------------- | ------------------------------------------- | ------------------------------------------- | ------------------------------------------- | ------------------------------------------- |
| 1983                      | 2,5 miljoner                                | -                                           | -                                           | -                                           |
| 1984                      | 2,35 miljoner                               | -                                           | -                                           | -                                           |
| 1985                      | 2,41 miljoner                               | -                                           | -                                           | -                                           |
| 1986                      | 2,55 miljoner                               | -                                           | -                                           | -                                           |
| 1987                      | 2,87 miljoner                               | -                                           | -                                           | -                                           |
| 1988                      | 2,8 miljoner                                | -                                           | -                                           | -                                           |
| 1990                      | 2,7 miljoner                                | -                                           | -                                           | -                                           |
| 1991-1998: Uppgift saknas |                                             |                                             |                                             |                                             |
| 1999                      | 2,5 miljoner                                | -                                           | -                                           | -                                           |
| 2000                      | 3,1 miljoner                                | 2,7 miljoner                                | -                                           | 418 000                                     |
| 2001                      | 3,0 miljoner                                | 2,45 miljoner                               | -                                           | 549 000                                     |
| 2002                      | 3,0 miljoner                                | 2,5 miljoner                                | -                                           | 526 000                                     |
| 2003                      | 3,4 miljoner                                | 2,9 miljoner                                | -                                           | 478 000                                     |
| 2004                      | 2,9 miljoner                                | 2,5 miljoner                                | -                                           | 491 000                                     |
| 2005                      | 3,1 miljoner                                | 2,59 miljoner                               | -                                           | 526 000                                     |
| 2006                      | 2,8 miljoner                                | 2,35 miljoner                               | -                                           | 444 000                                     |
| 2007                      | 2,9 miljoner                                | 2,45 miljoner                               | -                                           | 530 000                                     |
| 2008                      | 2,8 miljoner                                | 2,28 miljoner                               | -                                           | 546 000                                     |
| 2009                      | 3,1 miljoner                                | 2,40 miljoner                               | -                                           | 552 000                                     |
| 2010                      | 2,7 miljoner                                | 2,21 miljoner                               | -                                           | 495 000                                     |
| 2011                      | 2,7 miljoner                                | 2,30 miljoner                               | -                                           | 420 000                                     |
| 2012                      | 3,3 miljoner                                | 2,78 miljoner                               | -                                           | 472 000                                     |
| 2013                      | 2,8 miljoner                                | 2,27 miljoner                               | -                                           | 532 000                                     |
| 2014                      | 3,1 miljoner                                | 2,56 miljoner                               | -                                           | 542 000                                     |
| 2015                      | 3,1 miljoner                                | 2,47 miljoner                               | 205 000                                     | 425 000                                     |
| 2016                      | 3,1 miljoner                                | 2,40 miljoner                               | 173 000                                     | 525 000                                     |
| 2017                      | 3,1 miljoner*                               | 2,15 miljoner                               | 280 000                                     | 448 000                                     |
| 2018                      | 3,1 miljoner*                               | 2,1 miljoner                                | 320 000                                     | 484 000                                     |
| 2019                      | 3,0 miljoner*                               | 2,0 miljoner                                | 351 000                                     | 500 000                                     |
| 2020                      | Stängt med anledning av coronaviruspandemin | Stängt med anledning av coronaviruspandemin | Stängt med anledning av coronaviruspandemin | Stängt med anledning av coronaviruspandemin |
| 2021                      | 1,5 miljoner                                | okänt                                       | okänt                                       | okänt                                       |
| 2022                      | 2,5 miljoner                                |                                             |                                             |                                             |
| 2023                      | 2,2 miljoner                                |                                             |                                             |                                             |
| 2024                      |                                             |                                             | 343 581                                     |                                             |

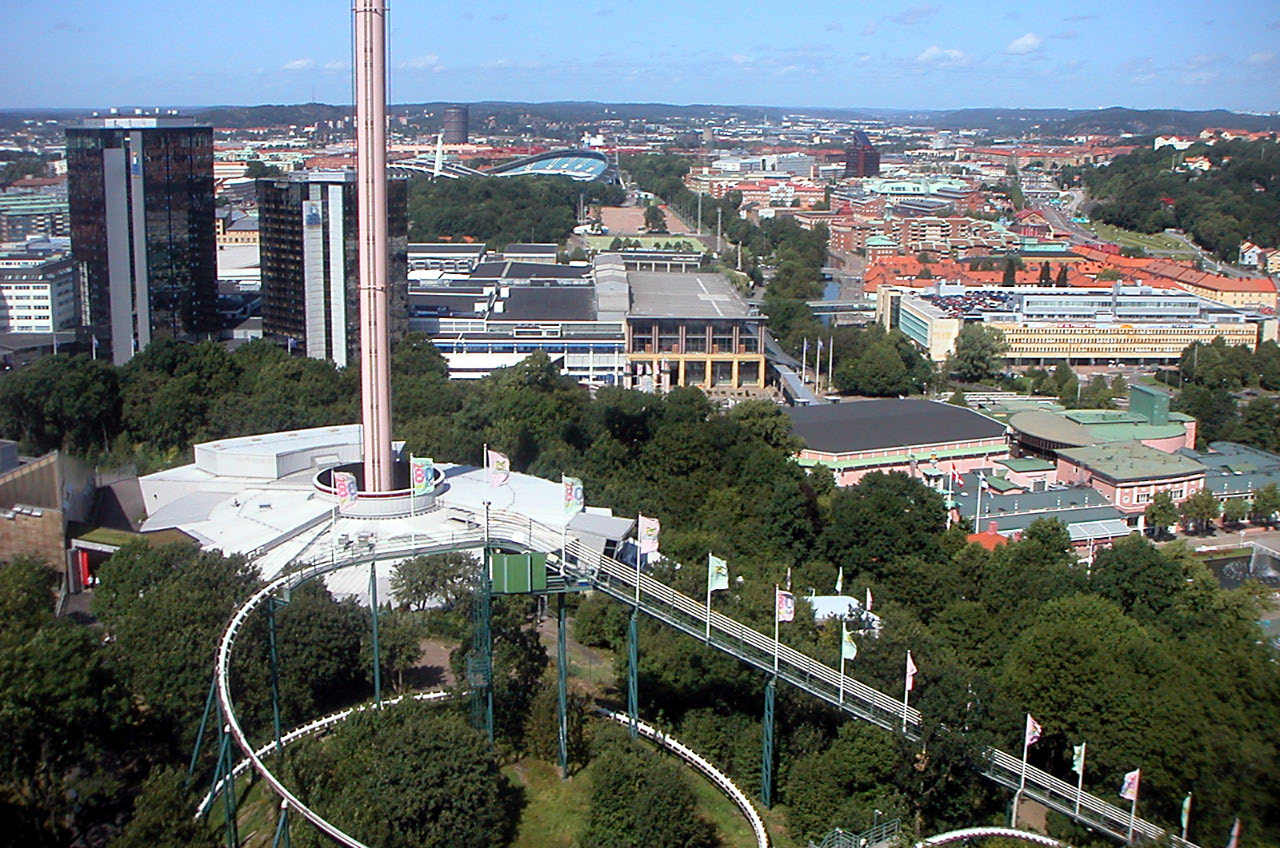
Panorama över Liseberget.

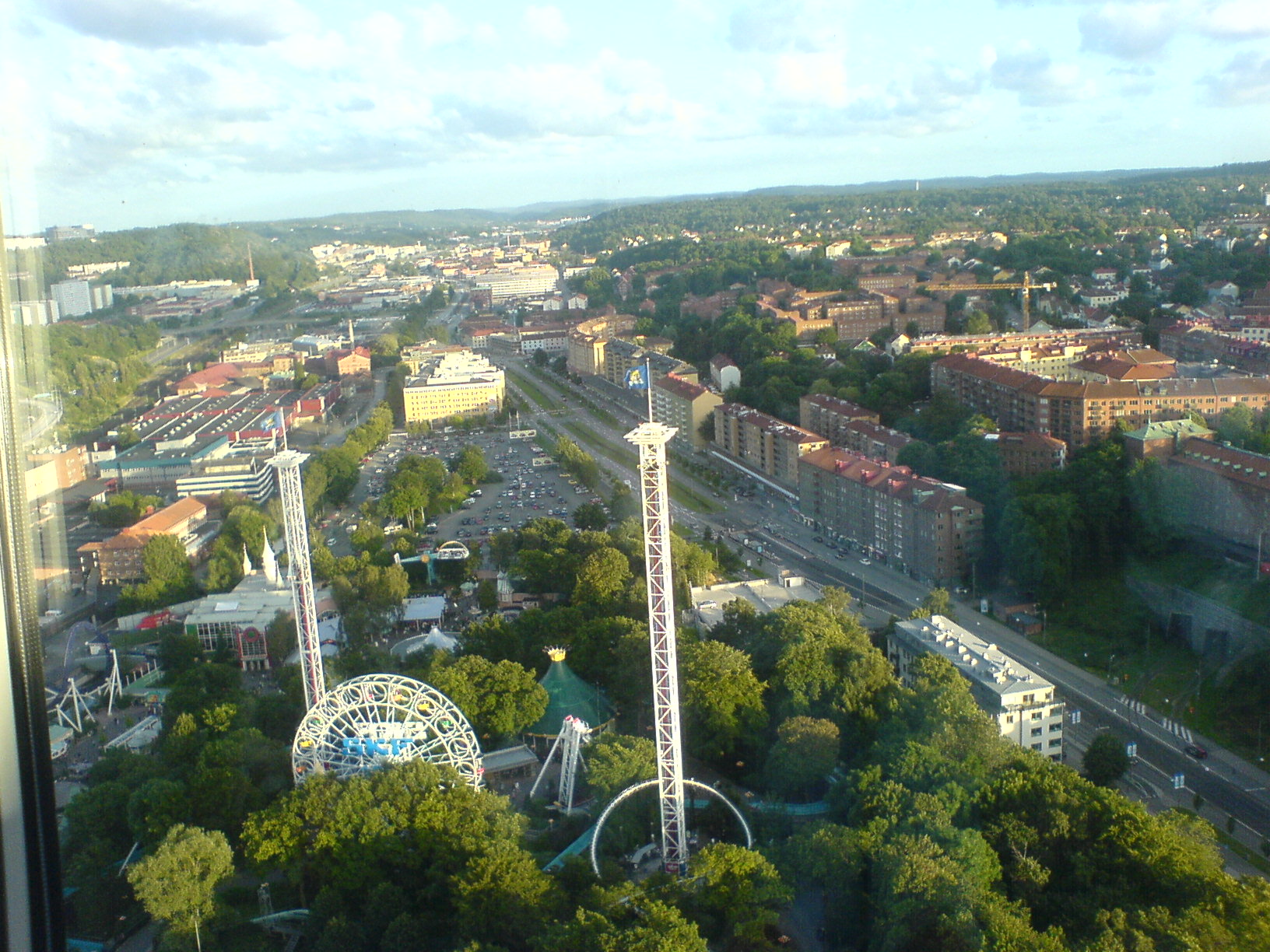
Utsikt söderut från Lisebergstornet.

- Inkluderar gäster till Lisebergsteatern, Rondo, Lisebergshallen och evenemang i parken.

## Olyckor

### Attraktionsolyckor
Enligt Liseberg definieras allvarliga attraktionsincidenter som "personskador som leder till sjukhusvistelse längre än 24 timmar av andra skäl än bara medicinsk observation, eller dödsfall." Mindre allvarliga attraktionsincidenter definieras som incidenter som "leder till personskada som kräver annan medicinsk behandling än vanlig första hjälpen".
- Den 4 juni 1923 kolliderade två tåg på berg- och dalbanan Bergbanan sedan ett av dem fått stopp i en uppförsbacke. En handfull personer fick föras till sjukhus.[125]
- Den 2 maj 1935 föll en man ur tåget på Bergbanan under färdens gång. Han överlevde, men drabbades enligt pressen av hjärnskakning, ryggradsbrott och ryggmärgsskador.[125]
- Den 17 juni 1942 slungades en man ur attraktionen Mont Blanc. Olyckan skedde på grund av ett fel i upphängningsanordningen till en av gondolerna. Mannen fördes till Sahlgrenska sjukhuset där hjärnskakning och krossår i ansiktet konstaterades.[126]
- Den 21 maj 1949 välte sightseeingtåget Parkexpressen i den så kallade Burmabacken. Sex personer, två barn och fyra vuxna, skadades varav en fördes till sjukhus.[127]
- Den 19 augusti 1951 välte en av Parkexpressens vagnar. Polisrapporten visade att föraren drack nära en liter sprit dagen innan olyckan och att hans alkoholpromille på olycksdagen var 1,75. Åtta personer, tre vuxna och fem barn, fick föras till sjukhus.[127]
- Den 30 april 1952 reste sig en alkoholpåverkad 35-årig man upp under färden på Bergbanan och trillade ur vagnen. Mannen fick en kraftig hjärnskakning och bukskador.[125]
- Den 2 maj 1966 spårade tåget ur i ingången till sista kurvan på Bergbanan och fyra unga norrmän skadades.[125]
- Den 31 augusti 1985 faller föraren av tåget på Bergbanan, som herrelöst fortsätter in på av- och påstigningsstationen. Två maskinister lyckas dra i nödbromsen, samtidigt som en annan förare kastar sig i det tomma tåget på av- och påstigningsstationen och får det tomma tåget i rullning. Vid kollisionen skadas tre passagerare lindrigt.[128]
- 2001 klämdes en 14-årig pojke fast mellan en flotte och bryggan på Kållerado.[129]
- På kvällen den 19 juli 2002 skadades sex barn lindrigt när Små grodorna havererade, vilket först troddes bero på en brusten slang[130] men haveriet visade sig senare bero på att en säkerhetsspärr hade lossnat.[129]
- Den 15 juli 2006 skadades 21 personer i Lisebergbanan då ett tåg som hade kommit ett par meter upp för första uppförsbacken åkte tillbaka baklänges in i stationshuset på grund av att uppdragskedjan brast.[131][132]
- Den 8 oktober 2006 skadades en kvinna i åkattraktionen Flume ride då hon före den sista nedförsbacken försökte ta sig ur båten hon färdades i. Hon kanade nedför backen och blev påkörd av de två efterföljande båtarna.[133][134]

- Den 15 juli 2008 skadades 36 personer då ett fabrikationsfel i åkattraktionen Rainbow gjorde att åkplattformen kraschade mot marken.[135][136][137][138]

### Dödsolyckor
- Den 11 september 1936 omkom balanskonstnären Willy Wallenda när han cyklade på lina, tappade balansen och föll handlöst 16 meter.[129]
- Den 12 september 1936 drunknade en 14-årig flicka i det då nyöppnade Lisebergsbadet.[129]
- Den 1 september 1937 kraschade en svajmast in i en byggnadsställning, orsakat av en vindstöt. En målare och en byggarbetare föll till marken och målaren omkom medan byggarbetaren klarade sig med en bruten arm.[129]
- Den 1 september 1944 tappade lindansaren Edith Marie Busch från Tyskland balansen och föll när hon repeterade vid Stora friluftsscenen. Hon avled av sina skador, 22 år gammal.[129]
- Den 23 maj 1953 avled en 15-årig pojke i Loopinggungorna. Från början antogs dödsorsaken vara kvävning och när pojken undersöktes hittades ett tuggummi i hans hals. Obduktionen som senare utfördes visade dock att pojken led av en kronisk hjärtsjukdom och att han sannolikt avlidit till följd av de påfrestningar som hans kropp utsattes för i gungan.[139]
- Den 28 april 1957 slungades två bröder (21 och 28 år gamla) ur Bergbanan. 28-åringen avled av sina skador medan 21-åringen fick svåra skallskador, blev delvis förlamad[129] och förlorade synen på höger öga.[125] En vaktmästare dömdes ett år senare för vållande till annans död och vållande till kroppsskada, då rätten ansåg att han av misstag missat att stänga spärrbommen på brödernas vagn.[129]

## Ägarskap och förvaltning

### Lisebergskoncernen
Flera turistinriktade verksamheter i Göteborg, varav nöjesparken är den klart största, drivs av det kommunala bolaget Liseberg AB som är moderbolag i Lisebergskoncernen. I koncernen ingår även tre dotterbolag som ansvarar över bland annat hotellverksamheterna samt förvaltning av Lisebergs fastigheter. Liseberg AB är i sin tur, bortsett från två preferensaktier, helägt av Göteborgs Stadshus AB-koncernen.
Lisebergskoncernen består av:
- Liseberg AB: Ansvarar för verksamheter inom Lisebergs parkområde.
- Hotell Liseberg Heden AB: Driver och förvaltar Hotell Liseberg Heden.
- Lisebergs Gäst AB: Innehar tomträtts- och arrendeavtal för Lisebergs campingverksamhet samt ansvarar för dess fastigheter.
- AB Liseberg Skår 40:17: Äger och förvaltar fastigheten Skår 40:17.

Förutom nöjesparken driver koncernen:
- Hotell Liseberg Heden
- Lisebergsbyn: camping, stugor, vandrarhem och bed and breakfast.
- Liseberg Camping Askim Strand
- Lisebergs Ställplats Skatås

I direkt anslutning till nöjesparken drivs:
- Lisebergsteatern
- Rondo (showkrog)

### VD:ar och koncernchefer på Liseberg
När Liseberg AB bildades 1925 tillsattes den första VD:n. Nedan listas Lisebergs alla ledare sedan 1925.
- E.F. Goldkuhl – 1925–1926[6]
- Herman Lindholm – 1926–1942[6]
- Einar Ekström – 1942–1963[6]
- Olof Calderon – 1964–1973[6]
- Boo Kinntorph – 1973–1993[6]
- Mats Wedin – 1994–2011[6][141]
- Andreas Andersen - 2011–[141]

### Miljö
Sedan årsskiftet 2008/2009 använder Liseberg endast förnyelsebara energikällor. I februari 2009 blev man ägare till ett eget vindkraftverk i Ventosumparken utanför Falkenberg, vilket drivs av ett kooperativ. Produktionen uppgår till 1 100 MWh per år, vilket täcker fem procent av den totala elförbrukningen för Liseberg.

## Kommunikationer
Vid väg E6, ett hundratal meter nordost om Lisebergs huvudentré, ligger den underjordiska pendeltågsstationen Lisebergs station. Här stannar pendeltågen mellan Göteborg C och Kungsbacka, Boråståget och vissa "Kust till Kust"-tåg.
Tvåhundra meter öster om Lisebergs huvudentré ligger spårvagnshållplatsen Liseberg där spårvagnslinje 5 och ett antal busslinjer passerar. Fram till sommaren 2020 låg spårvagnshållplatsen precis utanför Lisebergs huvudentré. Vid den södra entrén ligger spårvagnshållplatsen Liseberg Södra där linje 2 och 4 stannar. En av Göteborgs större knutpunkter, Korsvägen, ligger tvåhundra meter väster om huvudentrén och trafikeras av linjerna 2, 4, 5, 6, 8 och 13 samt ett antal busslinjer.
Under både sommarsäsongen och julsäsongen trafikeras Korsvägen och Liseberg av Lisebergslinjen med gamla veteranspårvagnar som körs av Spårvägssällskapet Ringlinien.